# Liste des matchs de l'équipe d'Allemagne de football par adversaire
Pour les matchs de l'équipe d'Allemagne de l'Est (RDA) entre 1949 et 1990, voir Liste des matchs de l'équipe d'Allemagne de l'Est de football par adversaire
Cette liste présente les matchs officiels de l'équipe d'Allemagne de football, y compris les matchs de l'équipe d'Allemagne de l'Ouest (RFA) entre 1949 et 1990. Lorsqu'une rivalité footballistique particulière existe entre l'Allemagne et un autre pays, une page spécifique est parfois proposée.
- Haut – A
- B
- C
- D
- E
- F
- G
- H
- I
- J
- K
- L
- M
- N
- O
- P
- Q
- R
- S
- T
- U
- V
- W
- X
- Y
- Z

## A

### Afrique du Sud
Confrontations entre l'équipe d'Afrique du Sud de football et l'équipe d'Allemagne de football :
| Date             | Lieu          | Match                      | Score | Compétition  |
| 15 décembre 1995 | Johannesbourg | Afrique du Sud - Allemagne | 0-0   | Match amical |
| 15 novembre 1997 | Düsseldorf    | Allemagne - Afrique du Sud | 3-0   | Match amical |
| 7 septembre 2005 | Brême         | Allemagne - Afrique du Sud | 4-2   | Match amical |
| 5 septembre 2009 | Karlsruhe     | Allemagne - Afrique du Sud | 2-0   | Match amical |

#### Bilan
- Total de matchs disputés : 4
- Victoires de l'équipe d'Allemagne : 3
- Matchs nuls : 1
- Victoire de l'équipe d'Afrique du Sud : 0
- Total de buts marqués par l'équipe d'Allemagne : 9
- Total de buts marqués par l'équipe d'Afrique du Sud : 2

### Albanie
Confrontations entre l'équipe d'Albanie de football et l'équipe d'Allemagne de football : 
| Date             | Lieu           | Match               | Score | Compétition                                                   |
| 8 avril 1967     | Dortmund       | RFA - Albanie       | 6-0   | Éliminatoires du Championnat d'Europe 1968 (Groupe 4)         |
| 17 décembre 1967 | Tirana         | Albanie - RFA       | 0-0   | Éliminatoires du Championnat d'Europe 1968 (Groupe 4)         |
| 17 février 1971  | Tirana         | Albanie - RFA       | 0-1   | Éliminatoires du Championnat d'Europe 1972 (Groupe 8)         |
| 12 juin 1971     | Karlsruhe      | RFA - Albanie       | 2-0   | Éliminatoires du Championnat d'Europe 1972 (Groupe 8)         |
| 1er avril 1981   | Tirana         | Albanie - RFA       | 0-2   | Éliminatoires de la Coupe du monde 1982 (zone Europe - Gr. 1) |
| 18 novembre 1981 | Dortmund       | RFA - Albanie       | 8-0   | Éliminatoires de la Coupe du monde 1982 (zone Europe - Gr. 1) |
| 30 mars 1983     | Tirana         | Albanie - RFA       | 1-2   | Éliminatoires du Championnat d'Europe 1984 (Groupe 6)         |
| 20 novembre 1983 | Sarrebruck     | RFA - Albanie       | 2-1   | Éliminatoires du Championnat d'Europe 1984 (Groupe 6)         |
| 16 novembre 1994 | Tirana         | Albanie - Allemagne | 1-2   | Éliminatoires du Championnat d'Europe 1996 (Groupe 7)         |
| 18 décembre 1994 | Kaiserslautern | Allemagne - Albanie | 2-1   | Éliminatoires du Championnat d'Europe 1996 (Groupe 7)         |
| 2 avril 1997     | Grenade        | Albanie - Allemagne | 2-3   | Éliminatoires de la Coupe du monde 1998 (zone Europe - Gr. 9) |
| 11 octobre 1997  | Hanovre        | Allemagne - Albanie | 4-3   | Éliminatoires de la Coupe du monde 1998 (zone Europe - Gr. 9) |
| 24 mars 2001     | Leverkusen     | Allemagne - Albanie | 2-1   | Éliminatoires de la Coupe du monde 2002 (zone Europe - Gr. 9) |
| 6 juin 2001      | Tirana         | Albanie - Allemagne | 0-2   | Éliminatoires de la Coupe du monde 2002 (zone Europe - Gr. 9) |

#### Bilan
- Total de matchs disputés : 14
- Victoires de l'équipe d'Allemagne : 13
- Matchs nuls : 1
- Victoires de l'équipe d'Albanie : 0
- Total de buts marqués par l'équipe d'Allemagne : 38
- Total de buts marqués par l'équipe d'Albanie : 10

### Algérie
Confrontations entre l'équipe d'Algérie de football et l'équipe d'Allemagne de football :
| Date             | Lieu         | Match               | Score   | Compétition                              |
| 1er janvier 1964 | Alger        | Algérie - RFA       | 2-0     | Match amical                             |
| 16 juin 1982     | Gijón        | RFA - Algérie       | 1-2     | Coupe du monde 1982 (Groupe 2)           |
| 30 juin 2014     | Porto Alegre | Allemagne - Algérie | 2-1 a.p | Coupe du monde 2014 (huitième de finale) |

#### Bilan
- Total de matchs disputés : 3
- Victoires de l'équipe d'Allemagne : 1
- Matchs nuls : 0
- Victoires de l'équipe d'Algérie : 2
- Total de buts marqués par l'équipe d'Allemagne : 3
- Total de buts marqués par l'équipe d'Algérie : 5

### Arabie saoudite
Confrontations entre l'Allemagne et l'Arabie saoudite :
| Date            | Lieu                  | Match                       | Score | Compétition                    |
| 22 février 1998 | Riyad Arabie saoudite | Arabie saoudite - Allemagne | 0-3   | Match amical                   |
| 1er juin 2002   | Sapporo Japon         | Allemagne - Arabie saoudite | 8-0   | Coupe du monde 2002 (Groupe E) |
| 8 juin 2018     | Leverkusen Allemagne  | Allemagne - Arabie saoudite | 2-1   | Match amical                   |

#### Bilan
- Total de matchs disputés : 3
- Victoires de l'équipe d'Allemagne : 3
- Matchs nuls : 0
- Victoires de l'équipe d'Arabie saoudite : 0
- Total de buts marqués par l'équipe d'Allemagne : 13
- Total de buts marqués par l'équipe d'Arabie saoudite : 1

### Arménie
Confrontations entre l'équipe d'Arménie de football et l'équipe d'Allemagne de football : 
| Date              | Lieu      | Match               | Score | Compétition                                                   |
| 9 octobre 1996    | Erevan    | Arménie - Allemagne | 1-5   | Éliminatoires de la Coupe du monde 1998 (zone Europe - Gr. 9) |
| 10 septembre 1997 | Dortmund  | Allemagne - Arménie | 4-0   | Éliminatoires de la Coupe du monde 1998 (zone Europe - Gr. 9) |
| 6 juin 2014       | Mayence   | Allemagne - Arménie | 6-1   | Match amical                                                  |
| 5 septembre 2021  | Stuttgart | Allemagne - Arménie | 6-0   | Éliminatoires de la Coupe du monde 2022 (zone Europe - Gr. J) |
| 14 novembre 2021  | Erevan    | Arménie - Allemagne | 1-4   | Éliminatoires de la Coupe du monde 2022 (zone Europe - Gr. J) |

#### Bilan
- Total de matchs disputés : 5
- Victoires de l'équipe d'Allemagne : 5
- Matchs nuls : 0
- Victoires de l'équipe d'Arménie : 0
- Total de buts marqués par l'équipe d'Allemagne : 25
- Total de buts marqués par l'équipe d'Arménie : 3

### Australie
Confrontations entre l'Australie et l'Allemagne :
| Date         | Lieu                          | Match                 | Score | Compétition                              |
| 18 juin 1974 | Hambourg Allemagne de l'Ouest | RFA - Australie       | 3-0   | Coupe du monde 1974 (groupe 1)           |
| 15 juin 2005 | Francfort Allemagne           | Allemagne - Australie | 4-3   | Coupe des confédérations 2005 (groupe A) |
| 13 juin 2010 | Durban Afrique du Sud         | Allemagne - Australie | 4-0   | Coupe du monde 2010 (groupe C)           |
| 29 mars 2011 | Mönchengladbach Allemagne     | Allemagne - Australie | 1-2   | Match amical                             |
| 25 mars 2015 | Kaiserslautern Allemagne      | Allemagne - Australie | 2-2   | Match amical                             |
| 19 juin 2017 | Sotchi Russie                 | Australie - Allemagne | 2-3   | Coupe des confédérations 2017 (Groupe B) |

#### Bilan
- Total de matchs disputés : 6
- Victoires de l'équipe d'Australie : 1
- Victoires de l'équipe d'Allemagne : 4
- Match nul : 1
- Total de buts marqués par l'équipe d'Allemagne : 17
- Total de buts marqués par l'équipe d'Australie : 9

### Autriche
Confrontations entre l'Autriche et l'Allemagne :
| Date              | Lieu                               | Match                | Score | Compétition                                  |
| 7 juin 1908       | Vienne Autriche                    | Autriche - Allemagne | 3-2   | Match amical                                 |
| 9 octobre 1911    | Dresde Allemagne                   | Allemagne - Autriche | 1-2   | Match amical                                 |
| 29 juin 1912      | Solna Suède                        | Autriche - Allemagne | 5-1   | Jeux olympiques de Stockholm 1912 (1er tour) |
| 26 septembre 1920 | Vienne Autriche                    | Autriche - Allemagne | 3-2   | Match amical                                 |
| 5 mai 1921        | Dresde Allemagne                   | Allemagne - Autriche | 3-3   | Match amical                                 |
| 23 avril 1922     | Vienne Autriche                    | Autriche - Allemagne | 0-2   | Match amical                                 |
| 13 janvier 1924   | Nuremberg Allemagne                | Allemagne - Autriche | 4-3   | Match amical                                 |
| 24 mai 1931       | Berlin Allemagne                   | Allemagne - Autriche | 0-6   | Match amical                                 |
| 14 septembre 1931 | Vienne Autriche                    | Autriche - Allemagne | 5-0   | Match amical                                 |
| 7 juin 1934       | Naples Italie                      | Allemagne - Autriche | 3-2   | Coupe du monde 1934 (Match pour la 3e place) |
| 23 septembre 1951 | Vienne Autriche                    | Autriche - RFA       | 0-2   | Match amical                                 |
| 22 mars 1953      | Cologne Allemagne de l'Ouest       | RFA - Autriche       | 0-0   | Match amical                                 |
| 30 juin 1954      | Bâle Suisse                        | RFA - Autriche       | 6-1   | Coupe du monde 1954 (Demi-finale)            |
| 10 mars 1957      | Vienne Autriche                    | Autriche - RFA       | 2-3   | Match amical                                 |
| 19 novembre 1958  | Berlin-Ouest Allemagne de l'Ouest  | RFA - Autriche       | 2-2   | Match amical                                 |
| 9 octobre 1965    | Stuttgart Allemagne de l'Ouest     | RFA - Autriche       | 4-1   | Match amical                                 |
| 13 octobre 1968   | Vienne Autriche                    | Autriche - RFA       | 0-2   | Qualifications pour la Coupe du monde 1970   |
| 10 mai 1969       | Nuremberg Allemagne de l'Ouest     | RFA - Autriche       | 1-0   | Qualifications pour la Coupe du monde 1970   |
| 21 septembre 1969 | Vienne Autriche                    | Autriche - RFA       | 1-1   | Match amical                                 |
| 10 novembre 1973  | Hanovre Allemagne de l'Ouest       | RFA - Autriche       | 4-0   | Match amical                                 |
| 3 septembre 1975  | Vienne Autriche                    | Autriche - RFA       | 0-2   | Match amical                                 |
| 21 juin 1978      | Córdoba Argentine                  | Autriche - RFA       | 3-2   | Coupe du monde 1978 (Groupe A, 2e tour)      |
| 2 avril 1980      | Munich Allemagne de l'Ouest        | RFA - Autriche       | 1-0   | Match amical                                 |
| 29 avril 1981     | Hambourg Allemagne de l'Ouest      | RFA - Autriche       | 2-0   | Qualifications pour la Coupe du monde 1982   |
| 14 octobre 1981   | Vienne Autriche                    | Autriche - RFA       | 1-3   | Qualifications pour la Coupe du monde 1982   |
| 25 juin 1982      | Gijón Espagne                      | RFA - Autriche       | 1-0   | Coupe du monde 1982 (Groupe 2)               |
| 27 avril 1983     | Vienne Autriche                    | Autriche - RFA       | 0-0   | Qualifications pour l'Euro 1984              |
| 5 octobre 1983    | Gelsenkirchen Allemagne de l'Ouest | RFA - Autriche       | 3-0   | Qualifications pour l'Euro 1984              |
| 29 octobre 1986   | Vienne Autriche                    | Autriche - RFA       | 4-1   | Match amical                                 |
| 18 novembre 1992  | Nuremberg Allemagne                | Allemagne - Autriche | 0-0   | Match amical                                 |
| 2 juin 1994       | Vienne Autriche                    | Autriche - Allemagne | 1-5   | Match amical                                 |
| 18 mai 2002       | Leverkusen Allemagne               | Allemagne - Autriche | 6-2   | Match amical                                 |
| 18 août 2004      | Vienne Autriche                    | Autriche - Allemagne | 1-3   | Match amical                                 |
| 16 juin 2008      | Vienne Autriche                    | Autriche - Allemagne | 0-1   | Euro 2008 (1er tour)                         |
| 3 juin 2011       | Vienne Autriche                    | Autriche - Allemagne | 1-2   | Qualifications pour l'Euro 2012              |
| 2 septembre 2011  | Gelsenkirchen Allemagne            | Allemagne - Autriche | 6-2   | Qualifications pour l'Euro 2012              |
| 11 septembre 2012 | Vienne Autriche                    | Autriche - Allemagne | 1-2   | Qualifications pour la Coupe du monde 2014   |
| 6 septembre 2013  | Berlin Allemagne                   | Allemagne - Autriche | 3-0   | Qualifications pour la Coupe du monde 2014   |
| 2 juin 2018       | Klagenfurt Autriche                | Autriche - Allemagne | 2-1   | Match amical                                 |
| 21 novembre 2023  | Vienne Autriche                    | Autriche - Allemagne | 2-0   | Match amical                                 |

#### Bilan
- Total de matchs disputés : 40
- Victoires de l'équipe d'Allemagne : 24
- Matchs nuls : 6
- Victoires de l'équipe d'Autriche : 10
- Total de buts marqués par l'équipe d'Allemagne : 88
- Total de buts marqués par  l'équipe d'Autriche : 59

### Azerbaïdjan
Confrontations entre l'équipe d'Azerbaïdjan de football et l'équipe d'Allemagne de football :
| Date             | Lieu                     | Match                   | Score | Compétition                                |
| 12 août 2009     | Bakou Azerbaïdjan        | Azerbaïdjan – Allemagne | 0-2   | Qualifications pour la coupe du Monde 2010 |
| 9 septembre 2009 | Hanovre Allemagne        | Allemagne – Azerbaïdjan | 4-0   | Qualifications pour la coupe du Monde 2010 |
| 7 septembre 2010 | Cologne Allemagne        | Allemagne – Azerbaïdjan | 6-1   | Qualifications pour l'Euro 2012            |
| 7 juin 2011      | Bakou Azerbaïdjan        | Azerbaïdjan – Allemagne | 1-3   | Qualifications pour l'Euro 2012            |
| 26 mars 2017     | Bakou Azerbaïdjan        | Azerbaïdjan – Allemagne | 1-4   | Qualifications pour la coupe du Monde 2018 |
| 8 octobre 2017   | Kaiserslautern Allemagne | Allemagne – Azerbaïdjan | 5-1   | Qualifications pour la coupe du Monde 2018 |

#### Bilan
- Total de matchs disputés : 6
- Victoires de l'équipe d'Allemagne : 6
- Matchs nuls : 0
- Victoires de l'équipe d'Azerbaïdjan : 0
- Total de buts marqués par l'équipe d'Allemagne : 24
- Total de buts marqués par l'équipe d'Azerbaïdjan : 4

## B

### Belgique
Confrontations entre l'équipe d'Allemagne de football et l'équipe de Belgique de football :
| Date              | Lieu                           | Match                | Score | Compétition                       |
| 16 mai 1910       | Duisbourg Allemagne            | Allemagne - Belgique | 0-3   | Match amical                      |
| 23 avril 1911     | Liège Belgique                 | Belgique - Allemagne | 2-1   | Match amical                      |
| 23 novembre 1913  | Anvers Belgique                | Belgique - Allemagne | 6-2   | Match amical                      |
| 22 octobre 1933   | Duisbourg Reich allemand       | Allemagne - Belgique | 8-1   | Match amical                      |
| 27 mai 1934       | Florence Italie                | Allemagne - Belgique | 5-2   | Coupe du monde 1934 (1/8 finale)  |
| 28 avril 1935     | Bruxelles Belgique             | Belgique - Allemagne | 1-6   | Match amical                      |
| 25 avril 1937     | Hanovre Reich allemand         | Allemagne - Belgique | 1-0   | Match amical                      |
| 29 janvier 1939   | Bruxelles Belgique             | Belgique - Allemagne | 1-4   | Match amical                      |
| 26 septembre 1954 | Bruxelles Belgique             | Belgique - Allemagne | 2-0   | Match amical                      |
| 23 décembre 1956  | Cologne Allemagne de l'Ouest   | RFA - Belgique       | 4-1   | Match amical                      |
| 2 mars 1958       | Bruxelles Belgique             | Belgique - RFA       | 0-2   | Match amical                      |
| 8 mars 1961       | Francfort Allemagne de l'Ouest | RFA - Belgique       | 1-0   | Match amical                      |
| 6 mars 1968       | Bruxelles Belgique             | Belgique - RFA       | 1-3   | Match amical                      |
| 14 juin 1972      | Anvers Belgique                | Belgique - RFA       | 1-2   | Euro 1972 (1/2 finale)            |
| 22 juin 1980      | Rome Italie                    | RFA - Belgique       | 2-1   | Euro 1980 (Finale)                |
| 22 septembre 1982 | Munich Allemagne de l'Ouest    | RFA - Belgique       | 0-0   | Match amical                      |
| 29 février 1984   | Bruxelles Belgique             | Belgique - RFA       | 0-1   | Match amical                      |
| 1er mai 1991      | Hanovre Allemagne              | Allemagne - Belgique | 1-0   | (Qualifications pour l'Euro 1992) |
| 20 novembre 1991  | Bruxelles Belgique             | Belgique - Allemagne | 0-1   | (Qualifications pour l'Euro 1992) |
| 2 juillet 1994    | Chicago États-Unis             | Allemagne - Belgique | 3-2   | Coupe du monde 1994 (1/8 finale)  |
| 23 août 1995      | Bruxelles Belgique             | Belgique - Allemagne | 1-2   | Match amical                      |
| 31 mars 2004      | Cologne Allemagne              | Allemagne - Belgique | 3-0   | Match amical                      |
| 20 août 2008      | Nuremberg Allemagne            | Allemagne - Belgique | 2-0   | Match amical                      |
| 3 septembre 2010  | Bruxelles Belgique             | Belgique - Allemagne | 0-1   | Euro 2012 (éliminatoires)         |
| 11 octobre 2011   | Düsseldorf Allemagne           | Allemagne - Belgique | 3-1   | Euro 2012 (éliminatoires)         |
| 28 mars 2023      | Cologne Allemagne              | Allemagne - Belgique | 2-3   | Match amical                      |

#### Bilan
- Total de matchs disputés : 26
- Victoires de l'équipe d'Allemagne : 20
- Matchs nuls : 1
- Victoires de l'équipe de Belgique : 5
- Total de buts marqués par l'équipe d'Allemagne : 60
- Total de buts marqués par  l'équipe de Belgique : 29

### Biélorussie
Confrontations entre l'équipe d'Allemagne de football et l'équipe de Biélorussie de football :
| Date             | Lieu            | Match                   | Score | Compétition                                                       |
| 27 mai 2008      | Kaiserslautern  | Allemagne - Biélorussie | 2-2   | Match amical                                                      |
| 8 juin 2019      | Baryssaw        | Biélorussie - Allemagne | 0-2   | Éliminatoires du Championnat d'Europe de football 2020 (Groupe C) |
| 16 novembre 2019 | Mönchengladbach | Allemagne - Biélorussie | 4-0   | Éliminatoires du Championnat d'Europe de football 2020 (Groupe C) |

#### Bilan
- Total de matchs disputés : 3
- Victoires de l'équipe d'Allemagne : 2
- Matchs nuls : 1
- Victoires de l'équipe de Biélorussie : 0
- Total de buts marqués par l'équipe d'Allemagne : 8
- Total de buts marqués par l'équipe de Biélorussie : 2

### Bolivie
Confrontations entre l'Allemagne et la Bolivie :
| Date         | Lieu               | Match               | Score | Compétition                                        |
| 17 juin 1994 | Chicago États-Unis | Allemagne - Bolivie | 1-0   | Coupe du monde 1994 (Groupe C - Match d'ouverture) |

#### Bilan
- Total de matchs disputés : 1
- Victoire de l'équipe d'Allemagne : 1
- Match nul : 0
- Victoire de l'équipe de Bolivie : 0
- Total de buts marqués par l'équipe d'Allemagne : 1
- Total de buts marqués par l'équipe de Bolivie : 0

### Bosnie-Herzégovine
Confrontations entre l'équipe d'Allemagne de football et l'équipe de Bosnie-Herzégovine de football :
| Date             | Lieu                  | Match                          | Score | Compétition                               |
| 11 octobre 2002  | Sarajevo              | Bosnie-Herzégovine - Allemagne | 1-1   | Match amical                              |
| 3 juin 2010      | Francfort-sur-le-Main | Allemagne - Bosnie-Herzégovine | 3-1   | Match amical                              |
| 11 octobre 2024  | Zenica                | Bosnie-Herzégovine - Allemagne | 1-2   | Ligue des Nations 2024-2025 (Lig.A Gr. 3) |
| 16 novembre 2024 | Fribourg              | Allemagne - Bosnie-Herzégovine | 7-0   | Ligue des Nations 2024-2025 (Lig.A Gr. 3) |

#### Bilan
- Total de matchs disputés : 4
- Victoire de l'équipe d'Allemagne : 3
- Match nul : 1
- Victoire de l'équipe de Bosnie-Herzégovine : 0
- Total de buts marqués par l'équipe d'Allemagne : 13
- Total de buts marqués par l'équipe de Bosnie-Herzégovine : 3

### Brésil
Confrontations entre l'Allemagne et le Brésil :
| Date             | Lieu                           | Match              | Score | Compétition                                |
| 5 mai 1963       | Hambourg Allemagne de l'Ouest  | RFA - Brésil       | 1-2   | Match amical                               |
| 6 mai 1965       | Rio de Janeiro Brésil          | Brésil - RFA       | 2-0   | Match amical                               |
| 16 juin 1968     | Stuttgart Allemagne de l'Ouest | RFA - Brésil       | 2-1   | Match amical                               |
| 14 décembre 1968 | Rio de Janeiro Brésil          | Brésil - RFA       | 2-2   | Match amical                               |
| 16 juin 1973     | Berlin Allemagne de l'Ouest    | RFA - Brésil       | 0-1   | Match amical                               |
| 12 juin 1977     | Rio de Janeiro Brésil          | Brésil - RFA       | 1-1   | Match amical                               |
| 5 avril 1978     | Hambourg Allemagne de l'Ouest  | RFA - Brésil       | 0-1   | Match amical                               |
| 7 janvier 1981   | Montevideo Uruguay             | RFA - Brésil       | 1-4   | Mundialito (Groupe B)                      |
| 19 mai 1981      | Stuttgart Allemagne de l'Ouest | RFA - Brésil       | 1-2   | Match amical                               |
| 21 mars 1982     | Rio de Janeiro Brésil          | Brésil - RFA       | 1-0   | Match amical                               |
| 12 mars 1986     | Francfort Allemagne de l'Ouest | RFA - Brésil       | 2-0   | Match amical                               |
| 12 décembre 1987 | Brasilia Brésil                | Brésil - RFA       | 1-1   | Match amical                               |
| 16 décembre 1992 | Porto Alegre Brésil            | Brésil - Allemagne | 3-1   | Match amical                               |
| 10 juin 1993     | Washington, D.C. États-Unis    | Brésil - Allemagne | 3-3   | Match amical                               |
| 17 novembre 1993 | Cologne Allemagne              | Allemagne - Brésil | 2-1   | Match amical                               |
| 25 mars 1998     | Stuttgart Allemagne            | Allemagne - Brésil | 1-2   | Match amical                               |
| 24 juillet 1999  | Guadalajara Mexique            | Brésil - Allemagne | 4-0   | Coupe des confédérations 1999 (Groupe A)   |
| 30 juin 2002     | Yokohama Japon                 | Allemagne - Brésil | 0-2   | Coupe du monde 2002 (Finale)               |
| 8 septembre 2004 | Berlin Allemagne               | Allemagne - Brésil | 1-1   | Match amical                               |
| 25 juin 2005     | Nuremberg Allemagne            | Allemagne - Brésil | 2-3   | Coupe des confédérations 2005 (1/2 finale) |
| 10 août 2011     | Stuttgart Allemagne            | Allemagne - Brésil | 3-2   | Match amical                               |
| 8 juillet 2014   | Belo Horizonte                 | Brésil - Allemagne | 1-7   | Coupe du monde 2014 (1/2 finale)           |
| 27 mars 2018     | Berlin                         | Allemagne - Brésil | 0-1   | Match Amical                               |

#### Bilan
- Total de matchs disputés : 23
- Victoires de l'équipe d'Allemagne : 5
- Victoires de l'équipe du Brésil : 13
- Match nul : 5
- Total de buts marqués par l'équipe d'Allemagne : 31
- Total de buts marqués par l'équipe du Brésil : 41

### Bulgarie
Confrontations entre l'Allemagne et la Bulgarie :
| Date              | Lieu                            | Match                | Score | Compétition                                |
| 20 octobre 1935   | Leipzig Reich allemand          | Allemagne - Bulgarie | 4-2   | match amical                               |
| 22 octobre 1939   | Sofia Bulgarie                  | Bulgarie - Allemagne | 1-2   | match amical                               |
| 20 octobre 1940   | Munich Reich allemand           | Allemagne - Bulgarie | 7-3   | match amical                               |
| 19 juillet 1942   | Sofia Bulgarie                  | Bulgarie - Allemagne | 0-3   | match amical                               |
| 21 décembre 1958  | Augsbourg Allemagne de l'Ouest  | RFA - Bulgarie       | 3-0   | match amical                               |
| 23 novembre 1960  | Sofia Bulgarie                  | Bulgarie - RFA       | 2-1   | match amical                               |
| 22 mars 1967      | Hanovre Allemagne de l'Ouest    | RFA - Bulgarie       | 1-0   | match amical                               |
| 24 septembre 1969 | Sofia Bulgarie                  | Bulgarie - RFA       | 0-1   | match amical                               |
| 7 juin 1970       | León Mexique                    | RFA - Bulgarie       | 5-2   | Coupe du monde 1970 (1er tour)             |
| 12 mai 1973       | Hambourg Allemagne de l'Ouest   | RFA - Bulgarie       | 3-0   | match amical                               |
| 27 avril 1975     | Sofia Bulgarie                  | Bulgarie - RFA       | 1-1   | Qualifications pour l'Euro 1976            |
| 19 novembre 1975  | Stuttgart Allemagne de l'Ouest  | RFA - Bulgarie       | 1-0   | Qualifications pour l'Euro 1976            |
| 3 décembre 1980   | Sofia Bulgarie                  | Bulgarie - RFA       | 1-3   | Qualifications pour la Coupe du monde 1982 |
| 22 novembre 1981  | Düsseldorf Allemagne de l'Ouest | RFA - Bulgarie       | 4-0   | Qualifications pour la Coupe du monde 1982 |
| 15 février 1984   | Varna Bulgarie                  | Bulgarie - RFA       | 2-3   | match amical                               |
| 17 avril 1985     | Augsbourg Allemagne de l'Ouest  | RFA - Bulgarie       | 4-1   | match amical                               |
| 22 mars 1989      | Sofia Bulgarie                  | Bulgarie - RFA       | 1-2   | match amical                               |
| 10 juillet 1994   | East Rutherford États-Unis      | Bulgarie - Allemagne | 2-1   | Coupe du monde 1994 (1/4 finale)           |
| 7 juin 1995       | Sofia Bulgarie                  | Bulgarie - Allemagne | 3-2   | Qualifications pour l'Euro 1996            |
| 15 novembre 1995  | Berlin Allemagne                | Allemagne - Bulgarie | 3-1   | Qualifications pour l'Euro 1996            |
| 21 août 2002      | Sofia Bulgarie                  | Bulgarie - Allemagne | 2-2   | match amical                               |

#### Bilan
- Total de matchs disputés : 21
- Victoires de l'équipe d'Allemagne : 16
- Matchs nuls : 2
- Victoires de l'équipe de Bulgarie : 3
- Total de buts marqués par l'équipe d'Allemagne : 56
- Total de buts marqués par l'équipe de Bulgarie : 25

## C

### Cameroun
Confrontations entre l'Allemagne et le Cameroun :
| Date             | Lieu            | Match                | Score | Compétition                              |
| 11 juin 2002     | Fukuroi         | Cameroun - Allemagne | 0-2   | Coupe du monde 2002 (Groupe E)           |
| 17 novembre 2004 | Leipzig         | Allemagne - Cameroun | 3-0   | Match amical                             |
| 1er juin 2014    | Mönchengladbach | Allemagne - Cameroun | 2-2   | Match amical                             |
| 25 juin 2017     | Sotchi          | Allemagne - Cameroun | 3-1   | Coupe des confédérations 2017 (Groupe B) |

#### Bilan
- Total de matchs disputés : 4
- Victoires de l'équipe d'Allemagne : 3
- Matchs nuls : 1
- Victoires de l'équipe du Cameroun : 0
- Total de buts marqués par l'équipe d'Allemagne : 10
- Total de buts marqués par l'équipe du Cameroun : 3

### Canada
Confrontations entre l'Allemagne et le Canada :
| Date          | Lieu       | Match              | Score | Compétition  |
| 8 juin 1994   | Toronto    | Canada - Allemagne | 0-2   | Match amical |
| 1er juin 2003 | Wolfsbourg | Allemagne - Canada | 4-1   | Match amical |

#### Bilan
- Total de matchs disputés : 2
- Victoires de l'équipe d'Allemagne : 2
- Matchs nuls : 1
- Victoires de l'équipe du Canada : 0
- Total de buts marqués par l'équipe d'Allemagne : 6
- Total de buts marqués par l'équipe du Canada : 1

### Chili
Confrontations entre l'Allemagne et le Chili :
| Date             | Lieu              | Match             | Score | Compétition                               |
| 23 mars 1960     | Stuttgart         | RFA - Chili       | 2-1   | Match amical                              |
| 26 mars 1961     | Santiago          | Chili - RFA       | 3-1   | Match amical                              |
| 6 juin 1962      | Santiago          | RFA - Chili       | 2-0   | Coupe du monde 1962 (Groupe 2)            |
| 18 décembre 1968 | Santiago          | Chili - RFA       | 2-1   | Match amical                              |
| 14 juin 1974     | Berlin-Ouest      | RFA - Chili       | 1-0   | Coupe du monde 1974 (Groupe 1)            |
| 20 juin 1982     | Gijón             | RFA - Chili       | 4-1   | Coupe du monde 1982 (1er tour - Groupe 2) |
| 5 mars 2014      | Stuttgart         | Allemagne - Chili | 1-0   | Match amical                              |
| 22 juin 2017     | Kazan             | Allemagne - Chili | 1-1   | Coupe des confédérations 2017 (Groupe B)  |
| 2 juillet 2017   | Saint-Pétersbourg | Chili - Allemagne | 0-1   | Coupe des confédérations 2017 (Finale)    |

#### Bilan
- Total de matchs disputés : 9
- Victoires de l'équipe d'Allemagne : 6
- Match nul : 1
- Victoires de l'équipe du Chili : 2
- Total de buts marqués par l'équipe d'Allemagne : 14
- Total de buts marqués par l'équipe du Chili : 8

Le bilan est nettement favorable à la RFA lors des rencontres entre les deux équipes en Coupe du monde.

### Chine
Confrontations entre l'Allemagne et le Chine :
| Date            | Lieu     | Match             | Score | Compétition  |
| 12 octobre 2005 | Hambourg | Allemagne - Chine | 1-0   | Match amical |
| 29 mai 2009     | Shanghai | Chine - Allemagne | 1-1   | Match amical |

#### Bilan
- Total de matchs disputés : 2
- Victoire de l'équipe d'Allemagne : 1
- Match nul : 1
- Victoire de l'équipe de Chine : 0
- Total de buts marqués par l'équipe d'Allemagne : 2
- Total de buts marqués par l'équipe de Chine : 1

### Chypre
Confrontations entre l'Allemagne et Chypre :
| Date             | Lieu      | Match              | Score | Compétition                                                   |
| 24 avril 1965    | Karlsruhe | RFA - Chypre       | 5-0   | Éliminatoires de la Coupe du monde 1966 (zone Europe - Gr. 2) |
| 14 novembre 1965 | Nicosie   | Chypre - RFA       | 0-6   | Éliminatoires de la Coupe du monde 1966 (zone Europe - Gr. 2) |
| 23 novembre 1968 | Nicosie   | Chypre - RFA       | 0-1   | Éliminatoires de la Coupe du monde 1970 (zone Europe - Gr. 7) |
| 21 mai 1969      | Essen     | RFA - Chypre       | 12-0  | Éliminatoires de la Coupe du monde 1970 (zone Europe - Gr. 7) |
| 15 novembre 2006 | Nicosie   | Chypre - Allemagne | 1-1   | Éliminatoires du Championnat d'Europe 2008 (Groupe D)         |
| 17 novembre 2007 | Hanovre   | Allemagne - Chypre | 4-0   | Éliminatoires du Championnat d'Europe 2008 (Groupe D)         |

#### Bilan
- Total de matchs disputés : 6
- Victoires de l'équipe d'Allemagne : 5
- Victoires de l'équipe de Chypre : 0
- Match nul : 1
- Total de buts marqués par l'équipe d'Allemagne : 29
- Total de buts marqués par l'équipe de Chypre : 1

### Colombie
Confrontations entre la Colombie et l'Allemagne :
| Date           | Lieu                      | Match                | Score | Compétition                    |
| 19 juin 1990   | Milan Italie              | RFA - Colombie       | 1-1   | Coupe du monde 1990 (Groupe D) |
| 30 mai 1998    | Francfort Allemagne       | Allemagne - Colombie | 3-1   | Match amical                   |
| 9 février 1999 | Miami États-Unis          | Colombie - Allemagne | 3-3   | Match amical                   |
| 2 juin 2006    | Mönchengladbach Allemagne | Allemagne - Colombie | 3-0   | Match amical                   |
| 20 juin 2023   | Gelsenkirchen Allemagne   | Allemagne - Colombie | 0-2   | Match amical                   |

#### Bilan
- Total de matchs disputés : 5
- Victoires de l'équipe d'Allemagne : 2
- Matchs nuls : 2
- Victoires de l'équipe de Colombie : 1

- Total de buts marqués par l'équipe d'Allemagne : 10
- Total de buts marqués par  l'équipe de Colombie : 7

### Corée du Sud
Confrontations entre l'Allemagne et la Corée du Sud :
| Date             | Lieu   | Match                    | Score | Compétition                       |
| 27 juin 1994     | Dallas | Allemagne - Corée du Sud | 3-2   | Coupe du monde 1994 (Groupe C)    |
| 25 juin 2002     | Séoul  | Allemagne - Corée du Sud | 1-0   | Coupe du monde 2002 (Demi-finale) |
| 19 décembre 2004 | Pusan  | Corée du Sud - Allemagne | 3-1   | Match amical                      |
| 27 juin 2018     | Kazan  | Corée du Sud - Allemagne | 2-0   | Coupe du monde 2018 (Groupe F)    |

#### Bilan
- Total de matchs disputés : 4
- Victoires de l'équipe d'Allemagne : 2
- Victoires de l'équipe de Corée du Sud : 2
- Match nul : 0
- Total de buts marqués par l'équipe d'Allemagne : 5
- Total de buts marqués par  l'équipe de Corée du Sud : 7

### Costa Rica
Confrontations entre l'équipe d'Allemagne de football et l'équipe du Costa Rica de football :
| Date              | Lieu             | Match                  | Score | Compétition                                        |
| 9 juin 2006       | Munich Allemagne | Allemagne - Costa Rica | 4-2   | Coupe du monde 2006 (match d'ouverture - groupe A) |
| 1er décembre 2022 | Al-Khor Qatar    | Costa Rica - Allemagne | 2-4   | Coupe du monde 2022 (1er tour, Groupe E)           |

#### Bilan
- Total de matchs disputés : 2
- Victoire de l'équipe d'Allemagne : 2
- Match nul : 0
- Victoire de l'équipe du Costa Rica : 0
- Total de buts marqués par l'équipe d'Allemagne : 8
- Total de buts marqués par l'équipe du Costa Rica : 4

### Croatie
Confrontations entre l'Allemagne et la Croatie :
| Date              | Lieu                     | Match               | Score | Compétition                      |
| 15 juin 1941      | Vienne Reich allemand    | Allemagne - Croatie | 5-1   | Match amical                     |
| 18 janvier 1942   | Reich allemand           | Allemagne - Croatie | 2-0   | Match amical                     |
| 1er novembre 1942 | Stuttgart Reich allemand | Allemagne - Croatie | 5-1   | Match amical                     |
| 23 juin 1996      | Manchester Angleterre    | Allemagne - Croatie | 2-1   | Euro 1996 (1/4 finale)           |
| 4 juillet 1998    | Lyon France              | Allemagne - Croatie | 0-3   | Coupe du monde 1998 (1/4 finale) |
| 29 mars 2000      | Zagreb Croatie           | Croatie - Allemagne | 1-1   | Match amical                     |
| 18 février 2004   | Split Croatie            | Croatie - Allemagne | 1-2   | Match amical                     |
| 12 juin 2008      | Klagenfurt Autriche      | Croatie - Allemagne | 2-1   | Euro 2008 (Groupe B)             |

#### Bilan
- Total de matchs disputés : 8
- Victoires de l'équipe de Croatie : 2
- Victoires de l'équipe d'Allemagne: 5
- Match nul : 1
- Total de buts marqués par l'équipe d'Allemagne : 18
- Total de buts marqués par l'équipe de Croatie : 10

## D

### Danemark
Confrontations entre l'Allemagne et le Danemark :
| Date              | Lieu                  | Match                | Score | Compétition                          |
| 6 octobre 1912    | Copenhague            | Danemark - Allemagne | 3-1   | Match amical                         |
| 26 octobre 1913   | Hambourg              | Allemagne - Danemark | 1-4   | Match amical                         |
| 2 octobre 1927    | Copenhague            | Danemark - Allemagne | 3-1   | Match amical                         |
| 16 septembre 1928 | Nuremberg             | Allemagne - Danemark | 2-1   | Match amical                         |
| 7 septembre 1930  | Copenhague            | Danemark - Allemagne | 6-3   | Match amical                         |
| 27 septembre 1931 | Hanovre               | Allemagne - Danemark | 4-2   | Match amical                         |
| 7 octobre 1934    | Copenhague            | Danemark - Allemagne | 2-5   | Match amical                         |
| 16 mai 1937       | Breslau               | Allemagne - Danemark | 8-0   | Match amical                         |
| 25 juin 1939      | Copenhague            | Danemark - Allemagne | 0-2   | Match amical                         |
| 17 novembre 1940  | Hambourg              | Allemagne - Danemark | 1-0   | Match amical                         |
| 16 novembre 1941  | Dresde                | Allemagne - Danemark | 1-1   | Match amical                         |
| 24 septembre 1958 | Copenhague            | Danemark - RFA       | 1-1   | Match amical                         |
| 20 septembre 1961 | Düsseldorf            | RFA - Danemark       | 5-1   | Match amical                         |
| 30 juin 1971      | Copenhague            | Danemark - RFA       | 1-3   | Match amical                         |
| 13 juin 1986      | Santiago de Querétaro | Danemark - RFA       | 2-0   | Coupe du monde 1986 (Groupe E)       |
| 24 septembre 1986 | Copenhague            | Danemark - RFA       | 0-2   | Match amical                         |
| 23 septembre 1987 | Hambourg              | RFA - Danemark       | 1-0   | Match amical                         |
| 14 juin 1988      | Gelsenkirchen         | RFA - Danemark       | 2-0   | Championnat d'Europe 1988 (Groupe 1) |
| 30 mai 1990       | Gelsenkirchen         | RFA - Danemark       | 1-0   | Match amical                         |
| 26 juin 1992      | Göteborg              | Danemark - Allemagne | 2-0   | Championnat d'Europe 1992 (Finale)   |
| 9 septembre 1992  | Copenhague            | Danemark - Allemagne | 0-2   | Match amical                         |
| 27 mars 1996      | Munich                | Allemagne - Danemark | 2-0   | Match amical                         |
| 15 novembre 2000  | Copenhague            | Danemark - Allemagne | 2-1   | Match amical                         |
| 28 mars 2007      | Duisbourg             | Allemagne - Danemark | 0-1   | Match amical                         |
| 11 août 2010      | Copenhague            | Danemark - Allemagne | 2-2   | Match amical                         |
| 17 juin 2012      | Lviv                  | Danemark - Allemagne | 1-2   | Championnat d'Europe 2012 (Groupe B) |
| 6 juin 2017       | Brøndby               | Danemark - Allemagne | 1-1   | Match amical                         |
| 2 juin 2021       | Innsbruck             | Allemagne - Danemark | 1-1   | Match amical                         |
| 29 Juin 2024      | Dortmund              | Allemagne - Danemark | 2-0   | Euro 2024 (1/8 de finale)            |

#### Bilan
- Total de matchs disputés : 29
- Victoires de l'équipe d'Allemagne : 16
- Matchs nuls : 5
- Victoires de l'équipe du Danemark : 8
- Total de buts marqués par l'équipe d'Allemagne : 57
- Total de buts marqués par  l'équipe du Danemark : 38

## E

### Écosse
Confrontations entre l'Allemagne et l'Écosse :
| Date              | Lieu                  | Match              | Score | Compétition                                                   |
| 1er juin 1929     | Berlin                | Allemagne - Écosse | 1-1   | Match amical                                                  |
| 14 octobre 1936   | Glasgow               | Écosse - Allemagne | 2-0   | Match amical                                                  |
| 22 mai 1957       | Stuttgart             | RFA - Écosse       | 1-3   | Match amical                                                  |
| 6 mai 1959        | Glasgow               | Écosse - RFA       | 3-2   | Match amical                                                  |
| 12 mai 1964       | Hanovre               | RFA - Écosse       | 2-2   | Match amical                                                  |
| 16 avril 1969     | Glasgow               | Écosse - RFA       | 1-1   | Éliminatoires de la Coupe du monde 1970 (zone Europe - Gr. 7) |
| 22 octobre 1969   | Hambourg              | RFA - Écosse       | 3-2   | Éliminatoires de la Coupe du monde 1970 (zone Europe - Gr. 7) |
| 14 novembre 1973  | Glasgow               | Écosse - RFA       | 1-1   | Match amical                                                  |
| 27 mars 1974      | Francfort-sur-le-Main | RFA - Écosse       | 2-1   | Match amical                                                  |
| 8 juin 1986       | Querétaro             | RFA - Écosse       | 2-1   | Coupe du monde 1986 (Groupe E)                                |
| 15 juin 1992      | Norrköping            | Écosse - Allemagne | 0-2   | Championnat d'Europe 1992 (Groupe B)                          |
| 24 mars 1993      | Glasgow               | Écosse - Allemagne | 0-1   | Match amical                                                  |
| 28 avril 1999     | Brême                 | Allemagne - Écosse | 0-1   | Match amical                                                  |
| 7 juin 2003       | Glasgow               | Écosse - Allemagne | 1-1   | Éliminatoires du Championnat d'Europe 2004 (Gr. 5)            |
| 10 septembre 2003 | Dortmund              | Allemagne - Écosse | 2-1   | Éliminatoires du Championnat d'Europe 2004 (Gr. 5)            |
| 7 septembre 2014  | Dortmund              | Allemagne - Écosse | 2-1   | Éliminatoires du Championnat d'Europe 2016 (Gr. D)            |
| 7 septembre 2015  | Glasgow               | Écosse - Allemagne | 2-3   | Éliminatoires du Championnat d'Europe 2016 (Gr. D)            |
| 14 Juin 2024      | Munich                | Allemagne - Écosse | 5-1   | Euro 2024 (Gr. A, match d'ouverture)                          |

#### Bilan
- Total de matchs disputés : 18
- Victoires de l'équipe d'Allemagne : 9
- Matchs nuls : 5
- Victoires de l'équipe d'Écosse : 4
- Total de buts marqués par l'équipe d'Allemagne : 31
- Total de buts marqués par l'équipe d'Écosse : 24

### Égypte
Confrontations entre l'Allemagne et l'Égypte :
| Date             | Lieu     | Match        | Score | Compétition  |
| 28 décembre 1958 | Le Caire | Égypte - RFA | 2-1   | Match amical |

#### Bilan
- Total de matchs disputés : 1
- Victoires de l'équipe d'Allemagne : 0
- Matchs nuls : 0
- Victoires de l'équipe d'Égypte : 1
- Total de buts marqués par l'équipe d'Allemagne : 1
- Total de buts marqués par l'équipe d'Égypte : 2

### Émirats arabes unis
Confrontations entre l'Allemagne et les Émirats arabes unis :
| Date          | Lieu      | Match                           | Score | Compétition                    |
| 15 juin 1990  | Milan     | RFA - Émirats arabes unis       | 5-1   | Coupe du monde 1990 (Groupe D) |
| 27 avril 1994 | Abou Dabi | Émirats arabes unis - Allemagne | 0-2   | Match amical                   |
| 2 juin 2009   | Dubaï     | Émirats arabes unis - Allemagne | 2-7   | Match amical                   |

#### Bilan
- Total de matchs disputés : 3
- Victoires de l'équipe d'Allemagne : 3
- Matchs nuls : 0
- Victoires de l'équipe des Émirats arabes unis : 0
- Total de buts marqués par l'équipe d'Allemagne : 14
- Total de buts marqués par l'équipe des Émirats arabes unis : 3

### Équateur
Confrontations entre l'Allemagne et l'Équateur :
| Date         | Lieu       | Match                | Score | Compétition                    |
| 20 juin 2006 | Berlin     | Allemagne - Équateur | 3-0   | Coupe du monde 2006 (groupe A) |
| 29 mai 2013  | Boca Raton | Équateur - Allemagne | 2-4   | Match amical                   |

#### Bilan
- Total de matchs disputés : 2
- Victoires de l'équipe d'Allemagne : 2
- Match nul : 0
- Victoire de l'équipe d'Équateur : 0
- Total de buts marqués par l'équipe d'Allemagne : 7
- Total de buts marqués par l'équipe d'Équateur : 2

### Espagne
Confrontations entre l'Allemagne et l'Espagne :
| Date             | Lieu                            | Match               | Score    | Compétition                                     |
| 12 mai 1935      | Cologne, Reich allemand         | Allemagne - Espagne | 1-2      | Match amical                                    |
| 23 février 1936  | Barcelone, République espagnole | Espagne - Allemagne | 1-2      | Match amical                                    |
| 12 avril 1942    | Berlin, Reich allemand          | Allemagne - Espagne | 1-1      | Match amical                                    |
| 28 décembre 1952 | Madrid, Espagne                 | Espagne - RFA       | 2-2      | Match amical                                    |
| 19 mars 1958     | Francfort, Allemagne de l'Ouest | RFA - Espagne       | 2-0      | Match amical                                    |
| 20 juillet 1966  | Birmingham, Angleterre          | RFA - Espagne       | 2-1      | Coupe du monde 1966 (Groupe 2)                  |
| 11 février 1970  | Séville, Espagne                | Espagne - RFA       | 2-0      | Match amical                                    |
| 24 novembre 1973 | Stuttgart, Allemagne de l'Ouest | RFA - Espagne       | 2-1      | Match amical                                    |
| 23 février 1974  | Barcelone, Espagne              | Espagne - RFA       | 1-0      | Match amical                                    |
| 24 avril 1976    | Madrid, Espagne                 | Espagne - RFA       | 1-1      | Euro 1976 (1/4 de finale aller)                 |
| 22 mai 1976      | Munich, Allemagne de l'Ouest    | RFA - Espagne       | 2-0      | Euro 1976 (1/4 de finale retour)                |
| 2 juillet 1982   | Madrid, Espagne                 | Espagne - RFA       | 1-2      | Coupe du monde 1982 (Groupe B, 2e tour)         |
| 20 juin 1984     | Paris, France                   | Espagne - RFA       | 1-0      | Euro 1984 (Groupe 2)                            |
| 15 octobre 1986  | Hanovre, Allemagne de l'Ouest   | RFA - Espagne       | 2-2      | Match amical                                    |
| 17 juin 1988     | Munich, Allemagne de l'Ouest    | RFA - Espagne       | 2-0      | Euro 1988                                       |
| 21 juin 1994     | Chicago, États-Unis             | Allemagne - Espagne | 1-1      | Coupe du monde 1994 (Groupe C)                  |
| 22 février 1995  | Jerez de la Frontera, Espagne   | Espagne - Allemagne | 0-0      | Match amical                                    |
| 16 août 2000     | Hanovre, Allemagne              | Allemagne - Espagne | 4-1      | Match amical                                    |
| 12 février 2003  | Palma de Majorque, Espagne      | Espagne - Allemagne | 3-1      | Match amical                                    |
| 29 juin 2008     | Vienne, Autriche                | Allemagne - Espagne | 0-1      | Euro 2008 (finale)                              |
| 7 juillet 2010   | Durban, Afrique du Sud          | Allemagne - Espagne | 0-1      | Coupe du monde 2010 (1/2 finale)                |
| 18 novembre 2014 | Vigo, Espagne                   | Espagne - Allemagne | 0-1      | Match amical                                    |
| 23 mars 2018     | Düsseldorf, Allemagne           | Allemagne - Espagne | 1-1      | Match amical                                    |
| 3 septembre 2020 | Stuttgart, Allemagne            | Allemagne - Espagne | 1-1      | Ligue des Nations 2020-2021 (Ligue A, Groupe 4) |
| 17 novembre 2020 | Séville, Espagne                | Espagne - Allemagne | 6-0      | Ligue des Nations 2020-2021 (Ligue A, Groupe 4) |
| 27 novembre 2022 | Al-Khor, Qatar                  | Espagne - Allemagne | 1-1      | Coupe du monde 2022 (Groupe E)                  |
| 5 Juillet 2024   | Stuttgart, Allemagne            | Espagne - Allemagne | 2-1 a.p. | Euro 2024 (1/4 de finale)                       |

#### Bilan
- Total de matchs disputés : 27
- Victoires de l'équipe d'Allemagne : 9
- Matchs nuls : 9
- Victoires de l'équipe d'Espagne : 9
- Buts marqués par l'équipe d'Allemagne : 32
- Buts marqués par l'équipe d'Espagne : 34

### Estonie
Confrontations entre l'Allemagne et l'Estonie : 
| Date            | Lieu    | Match               | Score | Compétition                                                       |
| 11 juin 2019    | Mayence | Allemagne - Estonie | 8-0   | Éliminatoires du Championnat d'Europe de football 2020 (Groupe C) |
| 13 octobre 2019 | Tallinn | Estonie - Allemagne | 0-3   | Éliminatoires du Championnat d'Europe de football 2020 (Groupe C) |

#### Bilan
- Total de matchs disputés : 2
- Victoires de l''équipe d'Allemagne : 2
- Victoire de l'équipe d'Estonie : 0
- Match nul : 0
- Buts marqués par l''équipe d'Allemagne : 11
- Buts marqués par l'équipe d'Estonie : 0

### États-Unis
Confrontations entre l'Allemagne et les États-Unis :
| Date             | Lieu         | Match                  | Score | Compétition                              |
| 13 juin 1993     | Chicago      | États-Unis - Allemagne | 3-4   | US Cup                                   |
| 18 décembre 1993 | Palo Alto    | États-Unis - Allemagne | 0-3   | Match amical                             |
| 15 juin 1998     | Paris        | Allemagne - États-Unis | 2-0   | Coupe du monde 1998 (Groupe F)           |
| 6 février 1999   | Jacksonville | États-Unis - Allemagne | 3-0   | Match amical                             |
| 30 juillet 1999  | Guadalajara  | États-Unis - Allemagne | 2-0   | Coupe des confédérations 1999 (Groupe B) |
| 27 mars 2002     | Rostock      | Allemagne - États-Unis | 4-2   | Match amical                             |
| 21 juin 2002     | Ulsan        | Allemagne - États-Unis | 1-0   | Coupe du monde 2002 (1/4 de finale)      |
| 22 mars 2006     | Dortmund     | Allemagne - États-Unis | 4-1   | Match amical                             |
| 2 juin 2013      | Washington   | États-Unis - Allemagne | 4-3   | Match amical                             |
| 26 juin 2014     | Recife       | États-Unis - Allemagne | 0-1   | Coupe du monde 2014 (Groupe G)           |
| 10 juin 2015     | Cologne      | Allemagne - États-Unis | 1-2   | Match amical                             |
| 14 octobre 2023  | Hartford     | États-Unis - Allemagne | 1-3   | Match amical                             |

#### Bilan
- Total de matchs disputés : 12
- Victoire de l'équipe d'Allemagne : 8
- Victoire de l'équipe des États-Unis : 4
- Match nul : 0
- Buts marqués par l'équipe d'Allemagne : 26
- Buts marqués par l'équipe des États-Unis : 18

En trois rencontres en coupe du monde de football, l'Allemagne a toujours remporté le match sans encaisser de but face aux États-Unis.

## F

### Îles Féroé
Confrontations entre l'Allemagne et les Îles Féroé :
| Date              | Lieu     | Match                  | Score | Compétition                                                   |
| 16 octobre 2002   | Hanovre  | Allemagne - Îles Féroé | 2-1   | Éliminatoires du Championnat d'Europe 2004 (Gr. 5)            |
| 11 juin 2003      | Torshavn | Îles Féroé - Allemagne | 0-2   | Éliminatoires du Championnat d'Europe 2004 (Gr. 5)            |
| 7 septembre 2012  | Hanovre  | Allemagne - Îles Féroé | 3-0   | Éliminatoires de la Coupe du monde 2014 (Zone Europe - Gr. C) |
| 10 septembre 2013 | Torshavn | Îles Féroé - Allemagne | 0-3   | Éliminatoires de la Coupe du monde 2014 (Zone Europe - Gr. C) |

#### Bilan
- Total de matchs disputés : 4
- Victoires de l'équipe d'Allemagne : 4
- Matchs nuls : 0
- Victoires de l'équipe des îles Féroé : 0
- Total de buts marqués par l'équipe d'Allemagne : 10
- Total de buts marqués par l'équipe des îles Féroé : 1

### Finlande
Confrontations entre l'Allemagne et la Finlande :
| Date               | Lieu            | Match                | Score | Compétition                                                   |
| 18 septembre 1921  | Helsingfors     | Finlande - Allemagne | 3-3   | Match amical                                                  |
| 12 août 1923       | Dresde          | Allemagne - Finlande | 1-2   | Match amical                                                  |
| 26 juin 1925       | Helsingfors     | Finlande - Allemagne | 3-5   | Match amical                                                  |
| 20 octobre 1929    | Hambourg        | Allemagne - Finlande | 4-0   | Match amical                                                  |
| 1er juillet 1932   | Helsingfors     | Finlande - Allemagne | 1-4   | Match amical                                                  |
| 18 août 1935       | Munich          | Allemagne - Finlande | 6-0   | Match amical                                                  |
| 29 juin 1937       | Helsinki        | Finlande - Allemagne | 0-2   | Éliminatoires de la Coupe du monde 1938 (Zone Europe - Gr. 1) |
| 1er septembre 1940 | Leipzig         | Allemagne - Finlande | 13-0  | Match amical                                                  |
| 5 octobre 1941     | Helsinki        | Finlande - Allemagne | 0-6   | Match amical                                                  |
| 7 juin 1964        | Helsinki        | Finlande - RFA       | 1-4   | Match amical                                                  |
| 7 septembre 1977   | Helsinki        | Finlande - RFA       | 0-1   | Match amical                                                  |
| 24 mai 1981        | Lahti           | Finlande - RFA       | 0-4   | Éliminatoires de la Coupe du monde 1982 (zone Europe - Gr. 1) |
| 23 septembre 1981  | Bochum          | RFA - Finlande       | 7-1   | Éliminatoires de la Coupe du monde 1982 (zone Europe - Gr. 1) |
| 31 août 1988       | Helsinki        | Finlande - RFA       | 0-4   | Éliminatoires de la Coupe du monde 1990 (zone Europe - Gr. 4) |
| 4 octobre 1989     | Dortmund        | RFA - Finlande       | 6-1   | Éliminatoires de la Coupe du monde 1990 (zone Europe - Gr. 4) |
| 27 mai 1998        | Helsinki        | Finlande - Allemagne | 0-0   | Match amical                                                  |
| 31 mars 1999       | Nuremberg       | Allemagne - Finlande | 2-0   | Éliminatoires du Championnat d'Europe 2000 (Groupe 3)         |
| 4 septembre 1999   | Helsinki        | Finlande - Allemagne | 1-2   | Éliminatoires du Championnat d'Europe 2000 (Groupe 3)         |
| 2 juin 2001        | Helsinki        | Finlande - Allemagne | 2-2   | Éliminatoires de la Coupe du monde 2002 (zone Europe - Gr. 9) |
| 6 octobre 2001     | Gelsenkirchen   | Allemagne - Finlande | 0-0   | Éliminatoires de la Coupe du monde 2002 (zone Europe - Gr. 9) |
| 10 septembre 2008  | Helsinki        | Finlande - Allemagne | 3-3   | Éliminatoires de la Coupe du monde 2010 (zone Europe - Gr. 4) |
| 14 octobre 2009    | Hambourg        | Allemagne - Finlande | 1-1   | Éliminatoires de la Coupe du monde 2010 (zone Europe - Gr. 4) |
| 31 août 2016       | Mönchengladbach | Allemagne - Finlande | 2-0   | Match Amical                                                  |

#### Bilan
- Total de matchs disputés : 23
- Victoires de l'équipe d'Allemagne : 16
- Matchs nuls : 6
- Victoires de l'équipe de Finlande : 1
- Total de buts marqués par l'équipe d'Allemagne : 82
- Total de buts marqués par l'équipe de Finlande : 19

## G

### Géorgie
Confrontations entre l'Allemagne et la Géorgie :
| Date             | Lieu      | Match               | Score | Compétition                                           |
| 29 mars 1995     | Tbilissi  | Géorgie - Allemagne | 0-2   | Éliminatoires du Championnat d'Europe 1996 (Groupe 7) |
| 6 septembre 1995 | Nuremberg | Allemagne - Géorgie | 4-1   | Éliminatoires du Championnat d'Europe 1996 (Groupe 7) |
| 7 octobre 2006   | Rostock   | Allemagne - Géorgie | 2-0   | Match amical                                          |
| 29 mars 2015     | Tbilissi  | Géorgie - Allemagne | 0-2   | Éliminatoires du Championnat d'Europe 2016 (Groupe D) |
| 11 octobre 2015  | Leipzig   | Allemagne - Géorgie | 2-1   | Éliminatoires du Championnat d'Europe 2016 (Groupe D) |

#### Bilan
- Total de matchs disputés : 5
- Victoires de l'équipe d'Allemagne : 5
- Matchs nuls : 0
- Victoires de l'équipe de Géorgie : 0
- Total de buts marqués par l'équipe d'Allemagne : 12
- Total de buts marqués par l'équipe de Géorgie : 2

### Ghana
Confrontations entre l'Allemagne et le Ghana :
| Date          | Lieu          | Match             | Score | Compétition                    |
| 14 avril 1993 | Bochum        | Allemagne - Ghana | 6-1   | Match amical                   |
| 23 juin 2010  | Johannesbourg | Allemagne - Ghana | 1-0   | Coupe du monde 2010 (Groupe D) |
| 21 juin 2014  | Fortaleza     | Allemagne - Ghana | 2-2   | Coupe du monde 2014 (Groupe G) |

#### Bilan
- Total de matchs disputés : 3
- Victoires de l'équipe d'Allemagne : 2
- Matchs nuls : 1
- Victoires de l'équipe du Ghana : 0
- Total de buts marqués par l'équipe d'Allemagne : 9
- Total de buts marqués par l'équipe du Ghana : 3

### Gibraltar
Confrontations entre l'Allemagne et Gibraltar :
| Date             | Lieu                     | Match                 | Score | Compétition                                           |
| 14 novembre 2014 | Nuremberg                | Allemagne - Gibraltar | 4-0   | Éliminatoires du Championnat d'Europe 2016 (Groupe D) |
| 13 juin 2015     | Stade de l'Algarve, Faro | Gibraltar - Allemagne | 0-7   | Éliminatoires du Championnat d'Europe 2016 (Groupe D) |

#### Bilan
- Total de matchs disputés : 2
- Victoires de l'équipe d'Allemagne : 2
- Matchs nuls : 0
- Victoires de l'équipe de Gibraltar : 0
- Total de buts marqués par l'équipe d'Allemagne : 11
- Total de buts marqués par l'équipe de Gibraltar : 0

### Grèce
Confrontations entre l'Allemagne et la Grèce :
| Date             | Lieu            | Match             | Score | Compétition                                                   |
| 20 novembre 1960 | Athènes         | Grèce - RFA       | 0-3   | Éliminatoires de la Coupe du monde 1962 (zone Europe - Gr. 3) |
| 22 octobre 1961  | Augsbourg       | RFA - Grèce       | 2-1   | Éliminatoires de la Coupe du monde 1962 (zone Europe - Gr. 3) |
| 22 novembre 1970 | Athènes         | Grèce - RFA       | 1-3   | Match amical                                                  |
| 20 novembre 1974 | Athènes         | Grèce - RFA       | 2-2   | Éliminatoires du Championnat d'Europe 1976 (Groupe 8)         |
| 11 octobre 1975  | Düsseldorf      | RFA - Grèce       | 1-1   | Éliminatoires du Championnat d'Europe 1976 (Groupe 8)         |
| 17 juin 1980     | Turin           | Grèce - RFA       | 0-0   | Championnat d'Europe 1980 (Groupe 1)                          |
| 2 septembre 2000 | Hambourg        | Allemagne - Grèce | 2-0   | Éliminatoires de la Coupe du monde 2002 (zone Europe - Gr. 9) |
| 28 mars 2001     | Athènes         | Grèce - Allemagne | 2-4   | Éliminatoires de la Coupe du monde 2002 (zone Europe - Gr. 9) |
| 22 juin 2012     | Gdańsk          | Allemagne - Grèce | 4-2   | Championnat d'Europe 2012 (1/4 de finale)                     |
| 7 juin 2024      | Mönchengladbach | Allemagne - Grèce | 2-1   | Match amical                                                  |

#### Bilan
- Total de matchs disputés : 10
- Victoires de l'équipe d'Allemagne : 7
- Matchs nuls : 3
- Victoires de l'équipe de Grèce : 0
- Total de buts marqués par l'équipe d'Allemagne : 23
- Total de buts marqués par l'équipe de Grèce : 10

## H

### Hongrie
Confrontations entre l'Allemagne et la Hongrie :
| Date              | Lieu                  | Match               | Score | Compétition                                    |
| 4 avril 1909      | Budapest              | Hongrie - Allemagne | 3-3   | Match amical                                   |
| 17 décembre 1911  | Munich                | Allemagne - Hongrie | 1-4   | Match amical                                   |
| 14 avril 1912     | Budapest              | Hongrie - Allemagne | 4-4   | Match amical                                   |
| 3 juillet 1912    | Solna                 | Allemagne - Hongrie | 1-3   | JO 1912 (1/2 finale du tournoi de consolation) |
| 24 octobre 1920   | Berlin                | Allemagne - Hongrie | 1-0   | Match amical                                   |
| 5 juin 1921       | Budapest              | Hongrie - Allemagne | 3-0   | Match amical                                   |
| 2 juillet 1922    | Bochum                | Allemagne - Hongrie | 0-0   | Match amical                                   |
| 21 septembre 1924 | Budapest              | Hongrie - Allemagne | 4-1   | Match amical                                   |
| 28 septembre 1930 | Dresde                | Allemagne - Hongrie | 5-3   | Match amical                                   |
| 30 octobre 1932   | Budapest              | Hongrie - Allemagne | 2-1   | Match amical                                   |
| 14 janvier 1934   | Francfort-sur-le-Main | Allemagne - Hongrie | 3-1   | Match amical                                   |
| 15 mars 1936      | Budapest              | Hongrie - Allemagne | 3-2   | Match amical                                   |
| 20 mars 1938      | Wuppertal             | Allemagne - Hongrie | 1-1   | Match amical                                   |
| 24 septembre 1939 | Budapest              | Hongrie - Allemagne | 5-1   | Match amical                                   |
| 7 avril 1940      | Berlin                | Allemagne - Hongrie | 2-2   | Match amical                                   |
| 6 octobre 1940    | Budapest              | Hongrie - Allemagne | 2-2   | Match amical                                   |
| 6 avril 1941      | Cologne               | Allemagne - Hongrie | 7-0   | Match amical                                   |
| 3 mai 1942        | Budapest              | Hongrie - Allemagne | 3-5   | Match amical                                   |
| 20 juin 1954      | Bâle                  | Hongrie - RFA       | 8-3   | Coupe du monde 1954 (Groupe 2)                 |
| 4 juillet 1954    | Berne                 | RFA - Hongrie       | 3-2   | Coupe du monde 1954 (Finale)                   |
| 22 décembre 1957  | Hanovre               | RFA - Hongrie       | 1-0   | Match amical                                   |
| 8 novembre 1959   | Budapest              | Hongrie - RFA       | 4-3   | Match amical                                   |
| 9 septembre 1970  | Nuremberg             | RFA - Hongrie       | 3-1   | Match amical                                   |
| 29 mars 1972      | Budapest              | Hongrie - RFA       | 0-2   | Match amical                                   |
| 17 avril 1974     | Dortmund              | RFA - Hongrie       | 5-0   | Match amical                                   |
| 15 novembre 1978  | Francfort-sur-le-Main | RFA - Hongrie       | 0-0   | Match amical                                   |
| 7 septembre 1983  | Budapest              | Hongrie - RFA       | 1-1   | Match amical                                   |
| 29 janvier 1985   | Hambourg              | RFA - Hongrie       | 0-1   | Match amical                                   |
| 18 novembre 1987  | Budapest              | Hongrie - RFA       | 0-0   | Match amical                                   |
| 12 octobre 1994   | Budapest              | Hongrie - Allemagne | 0-0   | Match amical                                   |
| 15 août 2001      | Budapest              | Hongrie - Allemagne | 2-5   | Match amical                                   |
| 6 juin 2004       | Kaiserslautern        | Allemagne - Hongrie | 0-2   | Match amical                                   |
| 29 mai 2010       | Budapest              | Hongrie - Allemagne | 0-3   | Match amical                                   |
| 4 juin 2016       | Gelsenkirchen         | Allemagne - Hongrie | 2-0   | Match amical                                   |
| 23 juin 2021      | Munich                | Allemagne - Hongrie | 2-2   | Euro 2021 (Groupe F)                           |
| 11 juin 2022      | Budapest              | Hongrie - Allemagne | 1-1   | Ligue des Nations 2022-2023 (Lig. A Gr. 3)     |
| 23 septembre 2022 | Leipzig               | Allemagne - Hongrie | 0-1   | Ligue des Nations 2022-2023 (Lig. A Gr. 3)     |
| 19 Juin 2024      | Stuttgart             | Allemagne - Hongrie | 2-0   | Euro 2024 (Groupe A)                           |
| 7 Septembre 2024  | Dusseldorf            | Allemagne - Hongrie | 5-0   | Ligue des Nations 2024-2025 (Lig.A Gr. 3)      |
| 19 Novembre 2024  | Budapest              | Hongrie - Allemagne | 1-1   | Ligue des Nations 2024-2025 (Lig.A Gr. 3)      |

#### Bilan
- Total de matchs disputés : 40
- Victoire de l'équipe d'Allemagne : 15
- Victoire de l'équipe de Hongrie : 12
- Matchs nuls : 13
- Nombre de buts marqués par l'Allemagne : 82
- Nombre de buts marqués par la Hongrie : 70

## I

### Iran
Confrontations entre l'Allemagne et l'Iran :
| Date           | Lieu        | Match            | Score | Compétition                    |
| 25 juin 1998   | Montpellier | Allemagne - Iran | 2-0   | Coupe du monde 1998 (Groupe F) |
| 9 octobre 2004 | Téhéran     | Iran - Allemagne | 0-2   | Match amical                   |

#### Bilan
- Total de matchs disputés : 2
- Victoires de l'équipe d'Allemagne : 2
- Match nul : 0
- Victoires de l'équipe d'Iran : 0
- Total de buts marqués par l'équipe d'Allemagne : 4
- Total de buts marqués par l'équipe d'Iran : 0

### Irlande
Confrontations entre l'Allemagne et l'Irlande :
| Date             | Lieu          | Match               | Score | Compétition                                                   |
| 8 mai 1935       | Dortmund      | Allemagne - Irlande | 3-1   | Match amical                                                  |
| 17 octobre 1936  | Dublin        | Irlande - Allemagne | 5-2   | Match amical                                                  |
| 23 mai 1939      | Brême         | Allemagne - Irlande | 1-1   | Match amical                                                  |
| 17 octobre 1951  | Dublin        | Irlande - RFA       | 3-2   | Match amical                                                  |
| 4 mai 1952       | Cologne       | RFA - Irlande       | 3-0   | Match amical                                                  |
| 28 mai 1955      | Hambourg      | RFA - Irlande       | 2-1   | Match amical                                                  |
| 25 novembre 1956 | Dublin        | Irlande - RFA       | 3-0   | Match amical                                                  |
| 11 mai 1960      | Düsseldorf    | RFA - Irlande       | 0-1   | Match amical                                                  |
| 4 mai 1966       | Dublin        | Irlande - RFA       | 0-4   | Match amical                                                  |
| 9 mai 1970       | Berlin-Ouest  | RFA - Irlande       | 2-1   | Match amical                                                  |
| 22 mai 1979      | Dublin        | Irlande - RFA       | 1-3   | Match amical                                                  |
| 6 septembre 1989 | Dublin        | Irlande - RFA       | 1-1   | Match amical                                                  |
| 29 mai 1994      | Hanovre       | Allemagne - Irlande | 0-2   | Match amical                                                  |
| 5 juin 2002      | Ibaraki       | Allemagne - Irlande | 1-1   | Coupe du monde 2002 (Groupe E)                                |
| 2 septembre 2006 | Stuttgart     | Allemagne - Irlande | 1-0   | Éliminatoires du Championnat d'Europe 2008 (Groupe D)         |
| 13 octobre 2007  | Dublin        | Irlande - Allemagne | 0-0   | Éliminatoires du Championnat d'Europe 2008 (Groupe D)         |
| 12 octobre 2012  | Dublin        | Irlande - Allemagne | 1-6   | Éliminatoires de la Coupe du monde 2014 (zone Europe - Gr. C) |
| 11 octobre 2013  | Cologne       | Allemagne - Irlande | 3-0   | Éliminatoires de la Coupe du monde 2014 (zone Europe - Gr. C) |
| 14 octobre 2014  | Gelsenkirchen | Allemagne - Irlande | 1-1   | Éliminatoires du Championnat d'Europe 2016 (Groupe D)         |
| 8 octobre 2015   | Dublin        | Irlande - Allemagne | 1-0   | Éliminatoires du Championnat d'Europe 2016 (Groupe D)         |

#### Bilan
- Total de matchs disputés : 20
- Victoires de l'équipe d'Allemagne : 9
- Matchs nuls : 5
- Victoires de l'équipe d'Irlande : 6
- Total de buts marqués par l'équipe d'Allemagne : 35
- Total de buts marqués par l'équipe d'Irlande : 24

### Irlande du Nord
Confrontations entre l'Allemagne et l'Irlande du Nord :
| Date             | Lieu         | Match                       | Score | Compétition                                                   |
| 15 juin 1958     | Malmö        | RFA - Irlande du Nord       | 2-2   | Coupe du monde 1958 (Groupe 1)                                |
| 26 octobre 1960  | Belfast      | Irlande du Nord - RFA       | 3-4   | Éliminatoires de la Coupe du monde 1962 (zone Europe - Gr. 3) |
| 10 mai 1961      | Berlin-Ouest | RFA - Irlande du Nord       | 2-1   | Éliminatoires de la Coupe du monde 1962 (zone Europe - Gr. 3) |
| 7 mai 1966       | Belfast      | Irlande du Nord - RFA       | 0-2   | Match amical                                                  |
| 27 avril 1977    | Cologne      | RFA - Irlande du Nord       | 5-0   | Match amical                                                  |
| 17 novembre 1982 | Belfast      | Irlande du Nord - RFA       | 1-0   | Éliminatoires du Championnat d'Europe 1984 (Groupe 6)         |
| 16 novembre 1983 | Hambourg     | RFA - Irlande du Nord       | 0-1   | Éliminatoires du Championnat d'Europe 1984 (Groupe 6)         |
| 2 juin 1992      | Brême        | Allemagne - Irlande du Nord | 1-1   | Match amical                                                  |
| 29 mai 1996      | Belfast      | Irlande du Nord - Allemagne | 1-1   | Match amical                                                  |
| 9 novembre 1996  | Nuremberg    | Allemagne - Irlande du Nord | 1-1   | Éliminatoires de la Coupe du monde 1998 (zone Europe - Gr. 9) |
| 20 août 1997     | Belfast      | Irlande du Nord - Allemagne | 1-3   | Éliminatoires de la Coupe du monde 1998 (zone Europe - Gr. 9) |
| 27 mars 1999     | Belfast      | Irlande du Nord - Allemagne | 0-3   | Éliminatoires du Championnat d'Europe 2000 (Groupe 3)         |
| 8 septembre 1999 | Dortmund     | Allemagne - Irlande du Nord | 4-0   | Éliminatoires du Championnat d'Europe 2000 (Groupe 3)         |
| 4 juin 2005      | Belfast      | Irlande du Nord - Allemagne | 1-4   | Match amical                                                  |
| 21 juin 2016     | Paris        | Irlande du Nord - Allemagne | 0-1   | Championnat d'Europe 2016 (groupe C)                          |
| 11 octobre 2016  | Hanovre      | Allemagne - Irlande du Nord | 2-0   | Qualification pour la Coupe du monde 2018 (groupe C)          |
| 5 octobre 2017   | Belfast      | Irlande du Nord - Allemagne | 1-3   | Qualification pour la Coupe du monde 2018 (groupe C)          |
| 9 septembre 2019 | Belfast      | Irlande du Nord - Allemagne | 0-2   | Éliminatoires du Championnat d'Europe 2020 (groupe C)         |
| 19 novembre 2019 | Francfort    | Allemagne - Irlande du Nord | 6-1   | Éliminatoires du Championnat d'Europe 2020 (groupe C)         |

#### Bilan
- Total de matchs disputés : 19
- Victoires de l'équipe d'Allemagne : 13
- Matchs nuls : 4
- Victoires de l'équipe d'Irlande du Nord : 2
- Total de buts marqués par l'équipe d'Allemagne : 46
- Total de buts marqués par l'équipe d'Irlande du Nord : 15

### Islande
Confrontations entre l'Allemagne et l'Islande :
| Date             | Lieu      | Match               | Score | Compétition                                                   |
| 3 août 1960      | Reykjavik | Islande - RFA       | 0-5   | Match amical                                                  |
| 26 mai 1979      | Reykjavik | Islande - RFA       | 1-3   | Match amical                                                  |
| 6 septembre 2003 | Reykjavik | Islande - Allemagne | 0-0   | Éliminatoires du Championnat d'Europe 2004 (Gr. 5)            |
| 11 octobre 2003  | Hambourg  | Allemagne - Islande | 3-0   | Éliminatoires du Championnat d'Europe 2004 (Gr. 5)            |
| 25 mars 2021     | Duisbourg | Allemagne - Islande | 3-0   | Éliminatoires de la Coupe du monde 2022 (zone Europe - Gr. J) |
| 8 septembre 2021 | Reykjavik | Islande - Allemagne | 0-4   | Éliminatoires de la Coupe du monde 2022 (zone Europe - Gr. J) |

#### Bilan
- Total de matchs disputés : 6
- Victoires de l'équipe d'Allemagne : 5
- Matchs nuls : 1
- Victoires de l'équipe d'Islande : 0
- Total de buts marqués par l'équipe d'Allemagne : 18
- Total de buts marqués par l'équipe d'Islande : 1

### Israël
Confrontations entre l'Allemagne et Israël :
| Date            | Lieu           | Match              | Score | Compétition  |
| 25 mars 1987    | Tel Aviv       | Israël - RFA       | 0-2   | Match amical |
| 26 février 1997 | Tel Aviv       | Israël - Allemagne | 0-1   | Match amical |
| 13 février 2002 | Kaiserslautern | Allemagne - Israël | 7-1   | Match amical |
| 31 mai 2012     | Leipzig        | Allemagne - Israël | 2-0   | Match amical |
| 26 mars 2022    | Sinsheim       | Allemagne - Israël | 2-0   | Match amical |

#### Bilan
- Total de matchs disputés : 5
- Victoires de l'équipe d'Allemagne : 5
- Matchs nuls : 0
- Victoires de l'équipe d'Israël : 0
- Total de buts marqués par l'équipe d'Allemagne : 14
- Total de buts marqués par l'équipe d'Israël : 1

### Italie
Confrontations entre l'Allemagne et l'Italie :
| Date             | Lieu                  | Match              | Score                   | Compétition                                          |
| 1er janvier 1923 | Milan                 | Italie - Allemagne | 3-1                     | Match amical                                         |
| 23 novembre 1924 | Duisbourg             | Allemagne - Italie | 0-1                     | Match amical                                         |
| 28 avril 1929    | Turin                 | Italie - Allemagne | 1-2                     | Match amical                                         |
| 2 mars 1930      | Francfort-sur-le-Main | Allemagne - Italie | 0-2                     | Match amical                                         |
| 1er janvier 1933 | Bologne               | Italie - Allemagne | 3-1                     | Match amical                                         |
| 15 novembre 1936 | Berlin                | Allemagne-Italie   | 2-2                     | Match amical                                         |
| 26 mars 1939     | Florence              | Italie - Allemagne | 3-2                     | Match amical                                         |
| 26 novembre 1939 | Berlin                | Allemagne - Italie | 5-2                     | Match amical                                         |
| 5 mai 1940       | Milan                 | Italie - Allemagne | 3-2                     | Match amical                                         |
| 18 décembre 1955 | Rome                  | Italie - RFA       | 2-1                     | Match amical                                         |
| 30 mars 1955     | Stuttgart             | RFA - Italie       | 1-2                     | Match amical                                         |
| 31 mai 1962      | Santiago              | RFA - Italie       | 0-0                     | Coupe du monde 1962 (Groupe 2)                       |
| 13 mars 1965     | Hambourg              | RFA-Italie         | 1-1                     | Match amical                                         |
| 17 juin 1970     | Mexico                | Italie - RFA       | 4-3 a.p.                | Coupe du monde 1970 (demi-finale)                    |
| 26 février 1974  | Rome                  | Italie - RFA       | 0-0                     | Match amical                                         |
| 8 octobre 1977   | Berlin-Ouest          | RFA - Italie       | 2-1                     | Match amical                                         |
| 14 juin 1978     | Buenos Aires          | RFA - Italie       | 0-0                     | Coupe du monde 1978 (Groupe A, 2e tour)              |
| 11 juillet 1982  | Madrid                | Italie - RFA       | 3-1                     | Coupe du monde 1982 (finale)                         |
| 22 mai 1984      | Zurich                | Italie - RFA       | 0-1                     | Match amical                                         |
| 5 février 1986   | Avellino              | Italie - RFA       | 1-2                     | Match amical                                         |
| 18 avril 1987    | Cologne               | RFA-Italie         | 0-0                     | Match amical                                         |
| 10 juin 1988     | Düsseldorf            | RFA-Italie         | 1-1                     | Championnat d'Europe 1988 (Groupe 1)                 |
| 25 mars 1992     | Turin                 | Italie - Allemagne | 1-0                     | Match amical                                         |
| 23 mars 1994     | Stuttgart             | Allemagne - Italie | 2-1                     | Match amical                                         |
| 21 juin 1995     | Zurich                | Allemagne - Italie | 2-0                     | Match amical                                         |
| 19 juin 1996     | Manchester            | Allemagne - Italie | 0-0                     | Championnat d'Europe 1996 (Groupe C)                 |
| 20 août 2003     | Stuttgart             | Allemagne - Italie | 0-1                     | Match amical                                         |
| 2 mars 2006      | Florence              | Italie - Allemagne | 4-1                     | Match amical                                         |
| 4 juillet 2006   | Dortmund              | Allemagne - Italie | 0-2 a.p.                | Coupe du monde 2006 (demi-finale)                    |
| 9 février 2011   | Dortmund              | Allemagne - Italie | 1-1                     | Match amical                                         |
| 28 juin 2012     | Varsovie              | Allemagne - Italie | 1-2                     | Championnat d'Europe 2012 (demi-finale)              |
| 15 novembre 2013 | Milan                 | Italie - Allemagne | 1-1                     | Match amical                                         |
| 29 mars 2016     | Munich                | Allemagne - Italie | 4-1                     | Match amical                                         |
| 2 juillet 2016   | Bordeaux              | Allemagne - Italie | 1-1 a.p., 6 t.a.b. à 5. | Championnat d'Europe 2016 (quart de finale)          |
| 15 novembre 2016 | Milan                 | Italie - Allemagne | 0-0                     | Match amical                                         |
| 4 juin 2022      | Bologne               | Italie - Allemagne | 1-1                     | Ligue des Nations 2022-2023 (Lig. A Gr. 3)           |
| 14 juin 2022     | Mönchengladbach       | Allemagne - Italie | 5-2                     | Ligue des Nations 2022-2023 (Lig. A Gr. 3)           |
| 20 mars 2025     | Milan                 | Italie - Allemagne | 1-2                     | Ligue des Nations 2024-2025 (quart de finale aller)  |
| 23 mars 2025     | Dortmund              | Allemagne - Italie | 3-3                     | Ligue des Nations 2024-2025 (quart de finale retour) |

#### Bilan
- Total de matchs disputés : 39
- Victoires de l'équipe d'Allemagne : 10
- Victoires de l'équipe d'Italie : 15
- Matchs nuls : 14
- Total de buts marqués par l'équipe d'Allemagne : 52
- Total de buts marqués par l'équipe d'Italie : 57

N.B. : en neuf confrontations de phase finale de coupe du monde ou de championnat d'Europe, l'Allemagne n'a jamais réussi à battre l'Italie en 90 ou 120 minutes. La seule qualification allemande sur un match à élimination directe est obtenue aux tirs au but lors du quart de finale de l'Euro 2016,. L'équipe d'Italie est parfois présentée comme la « bête noire » de l'Allemagne,,.

## J

### Japon
Confrontations entre l'Allemagne et le Japon :
| Date             | Lieu       | Match             | Score | Compétition                              |
| 16 décembre 2004 | Yokohama   | Japon - Allemagne | 0-3   | Match amical                             |
| 30 mai 2006      | Leverkusen | Allemagne - Japon | 2-2   | Match amical                             |
| 23 novembre 2022 | Doha       | Allemagne - Japon | 1-2   | Coupe du monde 2022 (1er tour, Groupe E) |
| 9 septembre 2023 | Wolfsburg  | Allemagne - Japon | 1-4   | Match amical                             |

#### Bilan
- Total de matchs disputés : 4
- Victoire de l'équipe d'Allemagne : 1
- Match nul : 1
- Victoire de l'équipe du Japon : 2
- Total de buts marqués par l'équipe d'Allemagne : 7
- Total de buts marqués par l'équipe du Japon : 8

## K

### Kazakhstan
Confrontations entre l'Allemagne et le Kazakhstan :
| Date            | Lieu           | Match                  | Score | Compétition               |
| 12 octobre 2010 | Astana         | Kazakhstan - Allemagne | 0-3   | Euro 2012 (éliminatoires) |
| 26 mars 2011    | Kaiserslautern | Allemagne - Kazakhstan | 4-0   | Euro 2012 (éliminatoires) |

#### Bilan
- Total de matchs disputés : 2
- Victoires de l'équipe d'Allemagne : 2
- Match nul : 0
- Victoire de l'équipe du Kazakhstan : 0
- Total de buts marqués par l'équipe d'Allemagne : 7
- Total de buts marqués par l'équipe du Kazakhstan : 0

### Koweït
Confrontation entre l'Allemagne et le Koweït :
| Date       | Lieu                | Match              | Score | Compétition  |
| 9 mai 2002 | Fribourg-en-Brisgau | Allemagne - Koweït | 7-0   | Match amical |

#### Bilan
- Total de matchs disputés : 1
- Victoire de l'équipe d'Allemagne : 1
- Match nul : 0
- Victoire de l'équipe du Koweït : 0
- Total de buts marqués par l'équipe d'Allemagne : 7
- Total de buts marqués par l'équipe du Koweït : 0

## L

### Lettonie
Confrontation entre l'Allemagne et la Lettonie :
| Date            | Lieu       | Match                | Score | Compétition          |
| 13 octobre 1935 | Königsberg | Allemagne - Lettonie | 3-0   | Match amical         |
| 25 juin 1937    | Riga       | Lettonie - Allemagne | 1-3   | Match amical         |
| 19 juin 2004    | Porto      | Allemagne - Lettonie | 0-0   | Euro 2004 (Groupe D) |
| 7 juin 2021     | Düsseldorf | Allemagne - Lettonie | 7-1   | Match amical         |

#### Bilan
- Total de matchs disputés : 4
- Victoires de l'équipe d'Allemagne : 3
- Match nul : 1
- Victoire de l'équipe de Lettonie : 0
- Total de buts marqués par l'équipe d'Allemagne : 13
- Total de buts marqués par l'équipe de Lettonie : 2

### Liechtenstein
Confrontations entre l'Allemagne et le Liechtenstein :
| Date             | Lieu                | Match                     | Score | Compétition                                                   |
| 4 juin 1996      | Mannheim            | Allemagne - Liechtenstein | 9-1   | Match amical                                                  |
| 7 juin 2000      | Fribourg-en-Brisgau | Allemagne - Liechtenstein | 8-2   | Match amical                                                  |
| 6 septembre 2008 | Vaduz               | Liechtenstein - Allemagne | 0-6   | Éliminatoires de la Coupe du monde 2010 (zone Europe - Gr. 4) |
| 28 mars 2009     | Leipzig             | Allemagne - Liechtenstein | 4-0   | Éliminatoires de la Coupe du monde 2010 (zone Europe - Gr. 4) |
| 2 septembre 2021 | Saint-Gall          | Liechtenstein - Allemagne | 0-2   | Éliminatoires de la Coupe du monde 2022 (zone Europe - Gr. J) |
| 11 novembre 2021 | Wolfsburg           | Allemagne - Liechtenstein | 9-0   | Éliminatoires de la Coupe du monde 2022 (zone Europe - Gr. J) |

#### Bilan
- Total de matchs disputés : 6
- Victoires de l'équipe d'Allemagne : 6
- Victoire de l'équipe du Liechtenstein : 0
- Match nul : 0
- Total de buts marqués par l'équipe d'Allemagne : 38
- Total de buts marqués par l'équipe du Liechtenstein : 3

### Lituanie
Confrontations entre l'Allemagne et la Lituanie :
| Date             | Lieu      | Match                | Score | Compétition                                        |
| 7 septembre 2002 | Kaunas    | Lituanie - Allemagne | 0-2   | Éliminatoires du Championnat d'Europe 2004 (Gr. 5) |
| 29 mars 2003     | Nuremberg | Allemagne - Lituanie | 1-1   | Éliminatoires du Championnat d'Europe 2004 (Gr. 5) |

#### Bilan
- Total de matchs disputés : 2
- Victoires de l'équipe d'Allemagne : 1
- Victoire de l'équipe de Lituanie : 0
- Match nul : 1
- Total de buts marqués par l'équipe d'Allemagne : 3
- Total de buts marqués par l'équipe de Lituanie : 1

### Luxembourg
Confrontations entre l'Allemagne et le Luxembourg :
| Date              | Lieu                | Match                  | Score | Compétition                                           |
| 11 mars 1934      | Luxembourg          | Luxembourg - Allemagne | 1-9   | Éliminatoires de la Coupe du monde 1934 (Gr. 8)       |
| 18 août 1935      | Luxembourg          | Luxembourg - Allemagne | 0-1   | Match amical                                          |
| 4 août 1936       | Berlin              | Allemagne - Luxembourg | 9-0   | Jeux olympiques de Berlin 1936 (1/8e finale)          |
| 27 septembre 1936 | Krefeld             | Allemagne - Luxembourg | 7-2   | Match amical                                          |
| 21 mars 1937      | Luxembourg          | Luxembourg - Allemagne | 2-3   | Match amical                                          |
| 20 mars 1938      | Nuremberg           | Allemagne - Luxembourg | 2-1   | Match amical                                          |
| 26 mars 1939      | Differdange         | Luxembourg - Allemagne | 2-1   | Match amical                                          |
| 23 décembre 1951  | Essen               | RFA - Luxembourg       | 4-1   | Match amical                                          |
| 20 avril 1952     | Luxembourg          | Luxembourg - RFA       | 0-3   | Match amical                                          |
| 31 octobre 1990   | Luxembourg          | Luxembourg - Allemagne | 2-3   | Éliminatoires du Championnat d'Europe 1992 (Groupe 6) |
| 18 décembre 1991  | Leverkusen          | Allemagne - Luxembourg | 4-0   | Éliminatoires du Championnat d'Europe 1992 (Groupe 6) |
| 5 juin 1998       | Mannheim            | Allemagne - Luxembourg | 7-0   | Match amical                                          |
| 27 mai 2006       | Fribourg-en-Brisgau | Allemagne - Luxembourg | 7-0   | Match amical                                          |

#### Bilan
- Total de matchs disputés : 13
- Victoires de l'équipe d'Allemagne : 12
- Victoire de l'équipe du Luxembourg : 1
- Match nul : 0
- Total de buts marqués par l'équipe d'Allemagne : 60
- Total de buts marqués par l'équipe du Luxembourg : 11

## M

### Macédoine du Nord
Confrontations entre l'Allemagne et Macédoine du Nord :
| Date            | Lieu      | Match                         | Score | Compétition                                                   |
| 31 mars 2021    | Duisbourg | Allemagne - Macédoine du Nord | 1-2   | Éliminatoires de la Coupe du monde 2022 (zone Europe - Gr. J) |
| 11 octobre 2021 | Skopje    | Macédoine du Nord - Allemagne | 0-4   | Éliminatoires de la Coupe du monde 2022 (zone Europe - Gr. J) |

#### Bilan
- Total de matchs disputés : 2
- Victoire de l'équipe d'Allemagne : 1
- Victoire de l'équipe de Macédoine du Nord : 1
- Match nul : 0
- Total de buts marqués par l'équipe d'Allemagne : 5
- Total de buts marqués par l'équipe de Macédoine du Nord : 2

### Malte
Confrontations entre l'Allemagne et Malte :
| Date             | Lieu                | Match             | Score | Compétition                                                   |
| 22 décembre 1974 | Il-Gżira            | Malte - RFA       | 0-1   | Éliminatoires du Championnat d'Europe 1976 (Groupe 8)         |
| 28 février 1976  | Dortmund            | RFA - Malte       | 8-0   | Éliminatoires du Championnat d'Europe 1976 (Groupe 8)         |
| 25 février 1979  | Il-Gżira            | Malte - RFA       | 0-0   | Éliminatoires du Championnat d'Europe 1980 (Groupe 7)         |
| 27 février 1980  | Brême               | RFA - Malte       | 8-0   | Éliminatoires du Championnat d'Europe 1980 (Groupe 7)         |
| 16 décembre 1984 | Ta' Qali            | Malte - RFA       | 2-3   | Éliminatoires de la Coupe du monde 1986 (zone Europe - Gr. 2) |
| 27 mars 1985     | Sarrebruck          | RFA - Malte       | 6-0   | Éliminatoires de la Coupe du monde 1986 (zone Europe - Gr. 2) |
| 2 septembre 1998 | Ta' Qali            | Malte - Allemagne | 1-2   | Match amical                                                  |
| 27 mai 2004      | Fribourg-en-Brisgau | Allemagne - Malte | 7-0   | Match amical                                                  |
| 13 mai 2010      | Aix-la-Chapelle     | Allemagne - Malte | 3-0   | Match amical                                                  |

#### Bilan
- Total de matchs disputés : 9
- Victoires de l'équipe d'Allemagne : 8
- Victoire de l'équipe de Malte : 0
- Match nul : 1
- Total de buts marqués par l'équipe d'Allemagne : 38
- Total de buts marqués par l'équipe de Malte : 3

### Maroc
Confrontations entre l'équipe du Maroc de football et l'équipe d'Allemagne de football : 
| Date             | Lieu       | Match       | Score | Compétition                       |
| 29 décembre 1963 | Casablanca | Maroc - RFA | 1-4   | Match amical                      |
| 22 février 1967  | Karlsruhe  | RFA - Maroc | 5-1   | Match amical                      |
| 3 juin 1970      | León       | RFA - Maroc | 2-1   | Coupe du monde 1970 (1er tour)    |
| 17 juin 1986     | Monterrey  | Maroc - RFA | 0-1   | Coupe du monde 1986 (1/8e finale) |

#### Bilan
- Total de matchs disputés : 4
- Victoires de l'équipe d'Allemagne : 4
- Victoire de l'équipe du Maroc : 0
- Match nul : 0
- Total de buts marqués par l'équipe d'Allemagne : 12
- Total de buts marqués par l'équipe du Maroc : 3

### Mexique
Confrontations entre l'Allemagne et le Mexique :
| Date             | Lieu         | Match               | Score                       | Compétition                                            |
| 22 décembre 1968 | Mexico       | Mexique - RFA       | 0-0                         | Match amical                                           |
| 8 septembre 1971 | Hanovre      | RFA - Mexique       | 5-0                         | Match amical                                           |
| 14 juin 1977     | Mexico       | Mexique - RFA       | 2-2                         | Match amical                                           |
| 6 juin 1978      | Córdoba      | RFA - Mexique       | 6-0                         | Coupe du monde 1978 (1er tour)                         |
| 15 juin 1985     | Mexico       | Mexique - RFA       | 2-0                         | Match amical                                           |
| 21 juin 1986     | Monterrey    | RFA - Mexique       | 0-0 (a.p., 4-1 tirs au but) | Coupe du monde 1986 (1/4 de finale)                    |
| 14 octobre 1992  | Dresde       | Allemagne - Mexique | 1-1                         | Match amical                                           |
| 22 décembre 1993 | Mexico       | Mexique - Allemagne | 0-0                         | Match amical                                           |
| 29 juin 1998     | Montpellier  | Allemagne - Mexique | 2-1                         | Coupe du monde 1998 (1/8 de finale)                    |
| 29 juin 2005     | Leipzig      | Allemagne - Mexique | 4-3 (a.p.)                  | Coupe des confédérations 2005 (match pour la 3e place) |
| 29 juin 2017     | Sotchi       | Allemagne - Mexique | 4-1                         | Coupe des confédérations 2017 (1/2 de finale)          |
| 17 juin 2018     | Moscou       | Allemagne - Mexique | 0-1                         | Coupe du monde 2018 (Groupe F)                         |
| 18 octobre 2023  | Philadelphie | Mexique - Allemagne | 2-2                         | Match amical                                           |

#### Bilan
- Total de matchs disputés : 13
- Victoires de l'équipe d'Allemagne : 5
- Victoires de l'équipe du Mexique : 2
- Matchs nuls : 6
- Total de buts marqués par l'équipe d'Allemagne : 26
- Total de buts marqués par l'équipe du Mexique : 13

Les trois premières rencontres entre les deux équipes en coupe du monde ont tourné à l'avantage des Allemands.
Les Mexicains ont du attendre la Coupe du Monde 2018 pour remporter leur premier match en compétition officielle devant la Mannschaft.

### Moldavie
Confrontations entre l'Allemagne et la Moldavie :
| Date             | Lieu       | Match                | Score | Compétition                                           |
| 14 décembre 1994 | Chișinău   | Moldavie - Allemagne | 0-3   | Éliminatoires du Championnat d'Europe 1996 (Groupe 7) |
| 8 octobre 1995   | Leverkusen | Allemagne - Moldavie | 6-1   | Éliminatoires du Championnat d'Europe 1996 (Groupe 7) |
| 14 octobre 1998  | Chișinău   | Moldavie - Allemagne | 1-3   | Éliminatoires du Championnat d'Europe 2000 (Groupe 3) |
| 4 juin 1999      | Leverkusen | Allemagne - Moldavie | 6-1   | Éliminatoires du Championnat d'Europe 2000 (Groupe 3) |

#### Bilan
- Total de matchs disputés : 4
- Victoires de l'équipe d'Allemagne : 4
- Victoire de l'équipe de Moldavie : 0
- Match nul : 0
- Total de buts marqués par l'équipe d'Allemagne : 18
- Total de buts marqués par l'équipe de Moldavie : 3

## N

### Nigeria
Confrontations entre l'équipe du Nigeria de football et l'équipe d'Allemagne de football : 
| Date          | Lieu    | Match               | Score | Compétition  |
| 22 avril 1998 | Cologne | Allemagne - Nigeria | 1-0   | Match amical |

#### Bilan
- Total de matchs disputés : 1
- Victoire de l'équipe d'Allemagne : 1
- Victoire de l'équipe du Nigeria : 0
- Match nul : 0
- Total de buts marqués par l'équipe d'Allemagne : 1
- Total de buts marqués par l'équipe du Nigeria : 0

### Norvège
Confrontations entre l'Allemagne et la Norvège :
| Date              | Lieu         | Match               | Score | Compétition                                                   |
| 4 novembre 1923   | Hambourg     | Allemagne - Norvège | 1-0   | Match amical                                                  |
| 15 juin 1924      | Kristiansand | Norvège - Allemagne | 0-2   | Match amical                                                  |
| 23 octobre 1927   | Hambourg     | Allemagne - Norvège | 6-2   | Match amical                                                  |
| 23 septembre 1928 | Oslo         | Norvège - Allemagne | 0-2   | Match amical                                                  |
| 2 novembre 1930   | Breslau      | Allemagne - Norvège | 1-1   | Match amical                                                  |
| 21 juin 1931      | Oslo         | Norvège - Allemagne | 2-2   | Match amical                                                  |
| 5 novembre 1933   | Magdebourg   | Allemagne - Norvège | 2-2   | Match amical                                                  |
| 27 juin 1935      | Oslo         | Norvège - Allemagne | 1-1   | Match amical                                                  |
| 7 août 1936       | Berlin       | Allemagne - Norvège | 0-2   | Jeux olympiques de Berlin 1936 (1/4 de finale)                |
| 24 octobre 1937   | Berlin       | Allemagne - Norvège | 3-0   | Match amical                                                  |
| 22 juin 1939      | Oslo         | Norvège - Allemagne | 0-4   | Match amical                                                  |
| 19 août 1953      | Oslo         | Norvège - RFA       | 1-1   | Éliminatoires de la Coupe du monde 1954 (zone Europe - Gr. 1) |
| 22 novembre 1953  | Hambourg     | RFA - Norvège       | 5-1   | Éliminatoires de la Coupe du monde 1954 (zone Europe - Gr. 1) |
| 16 novembre 1955  | Karlsruhe    | RFA - Norvège       | 2-0   | Match amical                                                  |
| 13 juin 1956      | Oslo         | Norvège - RFA       | 1-3   | Match amical                                                  |
| 19 novembre 1966  | Cologne      | RFA - Norvège       | 3-0   | Match amical                                                  |
| 22 juin 1971      | Oslo         | Norvège - RFA       | 1-7   | Match amical                                                  |
| 12 mai 1982       | Oslo         | Norvège - RFA       | 2-4   | Match amical                                                  |
| 14 novembre 1999  | Oslo         | Norvège - Allemagne | 0-1   | Match amical                                                  |
| 11 février 2009   | Düsseldorf   | Allemagne - Norvège | 0-1   | Match amical                                                  |
| 4 septembre 2016  | Oslo         | Norvège - Allemagne | 0-3   | Éliminatoires de la Coupe du monde 2018 (zone Europe - Gr. C) |
| 4 septembre 2017  | Stuttgart    | Allemagne - Norvège | 6-0   | Éliminatoires de la Coupe du monde 2018 (zone Europe - Gr. C) |

#### Bilan
- Total de matchs disputés : 22
- Victoires de l'équipe d'Allemagne : 15
- Victoires de l'équipe de Norvège : 2
- Matchs nuls : 5
- Total de buts marqués par l'équipe d'Allemagne : 59
- Total de buts marqués par l'équipe de Norvège : 17

### Nouvelle-Zélande
Confrontations entre l'Allemagne et la Nouvelle-Zélande :
| Date            | Lieu                | Match                        | Score | Compétition                              |
| 28 juillet 1999 | Guadalajara Mexique | Allemagne - Nouvelle-Zélande | 2-0   | Coupe des confédérations 1999 (Groupe B) |

#### Bilan
- Total de matchs disputés : 1
- Victoire de l'équipe d'Allemagne : 1
- Victoire de l'équipe de Nouvelle-Zélande : 0
- Match nul : 0
- Total de buts marqués par l'équipe d'Allemagne : 2
- Total de buts marqués par l'équipe de Nouvelle-Zélande : 0

## O

### Oman
Confrontations entre l'Allemagne et Oman :
| Date             | Lieu    | Match            | Score | Compétition  |
| 18 février 1998  | Mascate | Oman - Allemagne | 0-2   | Match amical |
| 16 novembre 2022 | Mascate | Oman - Allemagne | 0-1   | Match amical |

#### Bilan
- Total de matchs disputés : 2
- Victoire de l'équipe d'Allemagne : 2
- Matchs nuls : 0
- Victoire de l'équipe d'Oman : 0
- Total de buts marqués par l'équipe d'Allemagne : 3
- Total de buts marqués par l'équipe d'Oman: 0

## P

### Paraguay
Confrontations entre l'Allemagne et le Paraguay :
| Date         | Lieu           | Match                | Score | Compétition                      |
| 15 juin 2002 | Seogwipo       | Allemagne - Paraguay | 1-0   | Coupe du monde 2002 (1/8 finale) |
| 14 août 2013 | Kaiserslautern | Allemagne - Paraguay | 3-3   | Match amical                     |

#### Bilan
- Total de matchs disputés : 2
- Victoires de l'équipe d'Allemagne : 1
- Matchs nuls : 1
- Victoires de l'équipe du Paraguay : 0
- Total de buts marqués par l'équipe d'Allemagne : 4
- Total de buts marqués par l'équipe du Paraguay : 3

### Pays-Bas
Confrontations entre l'équipe d'Allemagne de football et l'équipe des Pays-Bas de football :
| Date              | Lieu                            | Match                | Score | Compétition                                  |
| 24 avril 1910     | Arnhem Pays-Bas                 | Pays-Bas - Allemagne | 4-2   | Match amical                                 |
| 16 octobre 1910   | Kiel Empire allemand            | Allemagne - Pays-Bas | 1-2   | Match amical                                 |
| 24 mars 1912      | Zwolle Pays-Bas                 | Pays-Bas - Allemagne | 5-5   | Match amical                                 |
| 17 novembre 1912  | Leipzig Empire allemand         | Allemagne - Pays-Bas | 2-3   | Match amical                                 |
| 5 avril 1914      | Amsterdam Pays-Bas              | Pays-Bas - Allemagne | 4-4   | Match amical                                 |
| 10 mai 1923       | Hambourg Allemagne              | Allemagne - Pays-Bas | 0-0   | Match amical                                 |
| 21 avril 1924     | Amsterdam Pays-Bas              | Pays-Bas - Allemagne | 0-1   | Match amical                                 |
| 29 mars 1925      | Amsterdam Pays-Bas              | Pays-Bas - Allemagne | 2-1   | Match amical                                 |
| 18 avril 1926     | Düsseldorf Allemagne            | Allemagne - Pays-Bas | 4-2   | Match amical                                 |
| 31 octobre 1926   | Amsterdam Pays-Bas              | Pays-Bas - Allemagne | 2-3   | Match amical                                 |
| 20 novembre 1927  | Cologne Allemagne               | Allemagne - Pays-Bas | 2-2   | Match amical                                 |
| 26 avril 1931     | Amsterdam Pays-Bas              | Pays-Bas - Allemagne | 1-1   | Match amical                                 |
| 4 décembre 1932   | Düsseldorf Allemagne            | Allemagne - Pays-Bas | 0-2   | Match amical                                 |
| 17 février 1935   | Amsterdam Pays-Bas              | Pays-Bas - Allemagne | 2-3   | Match amical                                 |
| 31 janvier 1937   | Düsseldorf Allemagne            | Allemagne - Pays-Bas | 2-2   | Match amical                                 |
| 14 mars 1956      | Düsseldorf Allemagne de l'Ouest | RFA - Pays-Bas       | 1-2   | Match amical                                 |
| 3 avril 1957      | Amsterdam Pays-Bas              | Pays-Bas - RFA       | 1-2   | Match amical                                 |
| 21 octobre 1959   | Cologne Allemagne de l'Ouest    | RFA - Pays-Bas       | 7-0   | Match amical                                 |
| 23 mars 1966      | Rotterdam Pays-Bas              | Pays-Bas - RFA       | 2-4   | Match amical                                 |
| 7 juillet 1974    | Munich Allemagne de l'Ouest     | RFA - Pays-Bas       | 2-1   | Coupe du monde de football 1974 (finale)     |
| 17 mai 1975       | Francfort Allemagne de l'Ouest  | RFA - Pays-Bas       | 1-1   | Match amical                                 |
| 18 juin 1978      | Cordoba Argentine               | Pays-Bas - RFA       | 2-2   | Coupe du monde de football 1978 (2d tour)    |
| 20 décembre 1978  | Düsseldorf Allemagne de l'Ouest | RFA - Pays-Bas       | 3-1   | Match amical                                 |
| 14 juin 1980      | Milan Italie                    | Pays-Bas - RFA       | 2-3   | Euro 1980 (1er tour)                         |
| 11 octobre 1980   | Eindhoven Pays-Bas              | Pays-Bas - RFA       | 1-1   | Match amical                                 |
| 14 mai 1986       | Dortmund Allemagne de l'Ouest   | RFA - Pays-Bas       | 3-1   | Match amical                                 |
| 21 juin 1988      | Hambourg Allemagne de l'Ouest   | RFA - Pays-Bas       | 1-2   | Euro 1988 (demi-finale)                      |
| 19 octobre 1988   | Munich Allemagne de l'Ouest     | RFA - Pays-Bas       | 0-0   | Qualifications pour la Coupe du monde 1990   |
| 26 avril 1989     | Rotterdam Pays-Bas              | Pays-Bas - RFA       | 1-1   | Qualifications pour la Coupe du monde 1990   |
| 24 juin 1990      | Milan Italie                    | Pays-Bas - RFA       | 1-2   | Coupe du monde de football 1990 (1/8 finale) |
| 18 juin 1992      | Göteborg Suède                  | Pays-Bas - Allemagne | 3-1   | Euro 1992 (1er tour)                         |
| 24 avril 1996     | Rotterdam Pays-Bas              | Pays-Bas - Allemagne | 0-1   | Match amical                                 |
| 18 novembre 1998  | Gelsenkirchen Allemagne         | Allemagne - Pays-Bas | 1-1   | Match amical                                 |
| 23 février 2000   | Amsterdam Pays-Bas              | Pays-Bas - Allemagne | 2-1   | Match amical                                 |
| 20 novembre 2002  | Gelsenkirchen Allemagne         | Allemagne - Pays-Bas | 1-3   | Match amical                                 |
| 15 juin 2004      | Porto Portugal                  | Pays-Bas - Allemagne | 1-1   | Euro 2004 (1er tour)                         |
| 17 août 2005      | Rotterdam Pays-Bas              | Pays-Bas - Allemagne | 2-2   | Match amical                                 |
| 15 octobre 2011   | Hambourg Allemagne              | Allemagne - Pays-Bas | 3-0   | Match amical                                 |
| 13 juin 2012      | Kharkiv Ukraine                 | Pays-Bas - Allemagne | 1-2   | Euro 2012 (1er tour)                         |
| 14 novembre 2012  | Amsterdam Pays-Bas              | Pays-Bas - Allemagne | 0-0   | Match amical                                 |
| 13 octobre 2018   | Amsterdam Pays-Bas              | Pays-Bas - Allemagne | 3-0   | Ligue des Nations 2018-2019 (Lig. 1 Gr. 1)   |
| 19 novembre 2018  | Gelsenkirchen Allemagne         | Allemagne - Pays-Bas | 2-2   | Ligue des Nations 2018-2019 (Lig. A Gr. 1)   |
| 24 mars 2019      | Amsterdam Pays-Bas              | Pays-Bas - Allemagne | 2-3   | Eliminatoires de l'Euro 2021 (Groupe C)      |
| 6 septembre 2019  | Hambourg Allemagne              | Allemagne - Pays-Bas | 2-4   | Eliminatoires de l'Euro 2021 (Groupe C)      |
| 29 mars 2022      | Amsterdam Pays-Bas              | Pays-Bas - Allemagne | 1-1   | Match amical                                 |
| 26 mars 2024      | Francfort Allemagne             | Allemagne - Pays-Bas | 2-1   | Match amical                                 |
| 10 septembre 2024 | Amsterdam Pays-Bas              | Pays-Bas - Allemagne | 2-2   | Ligue des Nations 2024-2025 (Lig.A Gr. 3)    |
| 14 octobre 2024   | Kaiserslautern                  | Allemagne - Pays-Bas | 1-0   | Ligue des Nations 2024-2025 (Lig.A Gr. 3)    |

#### Bilan
- Total de matchs disputés : 48
- Victoires de l'équipe des Pays-Bas : 12
- Matchs nuls : 18
- Victoires de l'équipe d'Allemagne : 18
- Total de buts marqués par l'équipe d'Allemagne : 90
- Total de buts marqués par l'équipe des Pays-Bas : 79

Si le bilan est équilibré entre les deux équipes en phase finale de championnat d'Europe (2 victoires de chaque côté et un match nul), celui-ci est favorable à l'Allemagne en phase finale de coupe du monde (deux victoires et un match nul).

### Pays de Galles
Confrontations entre l'Allemagne et le Pays de Galles :
| Date             | Lieu                  | Match                      | Score | Compétition                                                   |
| 8 mai 1968       | Cardiff               | Pays de Galles - RFA       | 1-1   | Match amical                                                  |
| 26 mars 1969     | Francfort-sur-le-Main | RFA - Pays de Galles       | 1-1   | Match amical                                                  |
| 6 octobre 1976   | Cardiff               | Pays de Galles - RFA       | 0-2   | Match amical                                                  |
| 14 décembre 1977 | Dortmund              | RFA - Pays de Galles       | 1-1   | Match amical                                                  |
| 2 mai 1979       | Wrexham               | Pays de Galles - RFA       | 0-2   | Éliminatoires du Championnat d'Europe 1980 (Groupe 7)         |
| 17 octobre 1979  | Cologne               | RFA - Pays de Galles       | 5-1   | Éliminatoires du Championnat d'Europe 1980 (Groupe 7)         |
| 31 mai 1989      | Cardiff               | Pays de Galles - RFA       | 0-0   | Éliminatoires de la Coupe du monde 1990 (zone Europe - Gr. 4) |
| 15 novembre 1989 | Cologne               | RFA - Pays de Galles       | 2-1   | Éliminatoires de la Coupe du monde 1990 (zone Europe - Gr. 4) |
| 5 juin 1991      | Cardiff               | Pays de Galles - Allemagne | 1-0   | Éliminatoires du Championnat d'Europe 1992 (Groupe 6)         |
| 16 octobre 1991  | Nuremberg             | Allemagne - Pays de Galles | 4-1   | Éliminatoires du Championnat d'Europe 1992 (Groupe 6)         |
| 26 avril 1995    | Düsseldorf            | Allemagne - Pays de Galles | 1-1   | Éliminatoires du Championnat d'Europe 1996 (Groupe 7)         |
| 11 octobre 1995  | Cardiff               | Pays de Galles - Allemagne | 1-2   | Éliminatoires du Championnat d'Europe 1996 (Groupe 7)         |
| 14 mai 2002      | Cardiff               | Pays de Galles - Allemagne | 1-0   | Match amical                                                  |
| 8 septembre 2007 | Cardiff               | Pays de Galles - Allemagne | 0-2   | Éliminatoires du Championnat d'Europe 2008 (Groupe D)         |
| 21 novembre 2007 | Francfort-sur-le-Main | Allemagne - Pays de Galles | 0-0   | Éliminatoires du Championnat d'Europe 2008 (Groupe D)         |
| 15 octobre 2008  | Mönchengladbach       | Allemagne - Pays de Galles | 1-0   | Éliminatoires de la Coupe du monde 2010 (zone Europe - Gr. 4) |
| 1er avril 2009   | Cardiff               | Pays de Galles - Allemagne | 0-2   | Éliminatoires de la Coupe du monde 2010 (zone Europe - Gr. 4) |

#### Bilan
- Total de matchs disputés : 17
- Victoires de l'équipe d'Allemagne : 9
- Matchs nuls : 6
- Victoires de l'équipe du pays de Galles : 2
- Total de buts marqués par l'équipe d'Allemagne : 26
- Total de buts marqués par l'équipe du pays de Galles : 10

### Pérou
Confrontations entre l'Allemagne et le Pérou :
| Date             | Lieu               | Match             | Score | Compétition                    |
| 10 juin 1970     | Leon Mexique       | RFA - Pérou       | 3-1   | Coupe du monde 1970 (Groupe 4) |
| 9 septembre 2018 | Sinsheim Allemagne | Allemagne - Pérou | 2-1   | Match amical                   |
| 25 mars 2023     | Mayence Allemagne  | Allemagne - Pérou | 2-0   | Match amical                   |

#### Bilan
- Total de matchs disputés : 3
- Victoires de l'équipe d'Allemagne : 3
- Match nul : 0
- Victoire de l'équipe du Pérou : 0
- Total de buts marqués par l'équipe d'Allemagne : 7
- Total de buts marqués par l'équipe du Pérou : 2

### Pologne
Confrontations entre l'équipe d'Allemagne de football et l'équipe de Pologne de football : 
| Date              | Lieu                            | Match               | Score | Compétition                                           |
| 3 décembre 1933   | Berlin Allemagne                | Allemagne - Pologne | 1-0   | Match amical                                          |
| 9 septembre 1934  | Varsovie Pologne                | Pologne - Allemagne | 2-5   | Match amical                                          |
| 15 septembre 1935 | Wrocław Pologne                 | Pologne - Allemagne | 0-1   | Match amical                                          |
| 13 septembre 1936 | Varsovie Pologne                | Pologne - Allemagne | 1-1   | Match amical                                          |
| 18 septembre 1938 | Chemnitz Allemagne              | Allemagne - Pologne | 4-1   | Match amical                                          |
| 20 mai 1959       | Hambourg Allemagne              | RFA - Pologne       | 1-1   | Match amical                                          |
| 8 octobre 1961    | Varsovie Pologne                | Pologne - RFA       | 0-2   | Match amical                                          |
| 10 octobre 1971   | Varsovie Pologne                | Pologne - RFA       | 1-3   | Qualifications pour l'Euro 1972                       |
| 17 novembre 1971  | Hambourg Allemagne              | RFA - Pologne       | 0-0   | Qualifications pour l'Euro 1972                       |
| 3 juillet 1974    | Francfort Allemagne             | RFA - Pologne       | 1-0   | Coupe du monde 1974 (Groupe B, Deuxième tour)         |
| 1er juin 1978     | Buenos Aires Argentine          | Pologne - RFA       | 0-0   | Coupe du monde 1978 (Groupe 2)                        |
| 13 mai 1980       | Francfort Allemagne             | RFA - Pologne       | 3-1   | Match amical                                          |
| 2 septembre 1981  | Chorzów Pologne                 | Pologne - RFA       | 0-2   | Match amical                                          |
| 4 septembre 1996  | Zabrze Pologne                  | Pologne - Allemagne | 0-2   | Match amical                                          |
| 14 juin 2006      | Dortmund Allemagne              | Allemagne - Pologne | 1-0   | Coupe du monde 2006 (groupe A)                        |
| 8 juin 2008       | Klagenfurt Autriche             | Allemagne - Pologne | 2-0   | Euro 2008 (groupe B)                                  |
| 6 septembre 2011  | Gdańsk Pologne                  | Pologne - Allemagne | 2-2   | Match amical                                          |
| 13 mai 2014       | Hambourg Allemagne              | Allemagne - Pologne | 0-0   | Match amical                                          |
| 11 octobre 2014   | Varsovie Pologne                | Pologne - Allemagne | 2-0   | Éliminatoires du Championnat d'Europe 2016 (Groupe D) |
| 4 septembre 2015  | Francfort-sur-le-Main Allemagne | Allemagne - Pologne | 3-1   | Éliminatoires du Championnat d'Europe 2016 (Groupe D) |
| 16 juin 2016      | Saint-Denis France              | Allemagne - Pologne | 0-0   | Euro 2016 (groupe C)                                  |
| 16 juin 2023      | Varsovie Pologne                | Pologne - Allemagne | 1-0   | Match amical                                          |

#### Statistiques
Au 1er janvier 2022
Matchs invaincus :
- Allemagne : 16

- Pologne : 3

Total :
- Nombre de rencontres : 22

- Premier match gagné par les Allemands : 3 décembre 1933 (no 1)

- Premier match gagné par les Polonais : 11 octobre 2014

- Dernier match gagné par les Allemands : 4 septembre 2015

- Dernier match gagné par les Polonais : 16 juin 2023

- Plus grand nombre de buts marqués par les Allemands : 5 buts le 9 septembre 1934 (gagné)

- Plus grand nombre de buts marqués par les Polonais : 2 buts le 9 septembre 1934 (perdu) et le 11 octobre 2014 (gagné)

- Plus grande différence de buts dans un match gagné par les Allemands : + 3 le 9 septembre 1934 et 18 septembre 1938

- Plus grande différence de buts dans un match gagné par les Polonais : + 2 le 11 octobre 2014

En Allemagne :
- Nombre de rencontres : 9

- Premier match gagné par les Allemands : 3 décembre 1933 (no 1 en Allemagne)

- Premier match gagné par les Polonais : -

- Dernier match gagné par les Allemands : 4 septembre 2015

- Dernier match gagné par les Polonais : -

- Plus grand nombre de buts marqués par les Allemands : 4 buts le 18 septembre 1938 (gagné)

- Plus grand nombre de buts marqués par les Polonais : 1 but le 18 septembre 1938 (perdu), le 20 mai 1959 (perdu), le 13 mai 1980 (perdu) et le 4 septembre 2015 (perdu)

- Plus grande différence de buts dans un match gagné par les Allemands : +3 le 18 septembre 1938

- Plus grande différence de buts dans un match gagné par les Polonais : -

En Pologne :
- Nombre de rencontres : 10
- Premier match gagné par les Allemands : 9 septembre 1934 (no 1 en Pologne)

- Premier match gagné par les Polonais : 11 octobre 2014

- Dernier match gagné par les Allemands : 4 septembre 1996

- Dernier match gagné par les Polonais : 16 juin 2023

- Plus grand nombre de buts marqués par les Allemands : 5 buts le 9 septembre 1934 (gagné)

- Plus grand nombre de buts marqués par les Polonais : 2 buts le 9 septembre 1934 (perdu)

- Plus grande différence de buts dans un match gagné par les Allemands : +3 le 9 septembre 1934

- Plus grande différence de buts dans un match gagné par les Polonais : +2 le 11 octobre 2014

En terrain neutre :
- Nombre de rencontres : 3

- Premier match gagné par les Allemands : 1er juin 1978 (no 1)

- Premier match gagné par les Polonais : -

- Dernier match gagné par les Allemands : 8 juin 2008

- Dernier match gagné par les Polonais : -

- Plus grand nombre de buts marqués par les Allemands : 2 buts le 8 juin 2008 (gagné)

- Plus grand nombre de buts marqués par les Polonais : -

- Plus grande différence de buts dans un match gagné par les Allemands : +2 le 8 juin 2008

- Plus grande différence de buts dans un match gagné par les Polonais : -

En Coupe du monde :
- Nombre de rencontres : 3

- Premier match gagné par les Allemands : le 3 juillet 1974 (no 1 en Coupe du monde)

- Premier match gagné par les Polonais : -

- Dernier match gagné par les Allemands : le 14 juin 2006

- Dernier match gagné par les Polonais : -

- Plus grand nombre de buts marqués par les Allemands : 1 but le 3 juillet 1974 (gagné) et le 14 juin 2006 (gagné)

- Plus grand nombre de buts marqués par les Polonais : -

- Plus grande différence de buts dans un match gagné par les Allemands : +1 le 3 juillet 1974 (gagné) et le 14 juin 2006 (gagné)

- Plus grande différence de buts dans un match gagné par les Polonais : -

À l'Euro :
- Nombre de rencontres : 4

- Premier match gagné par les Allemands : 10 octobre 1971 (no 1 du tournoi)

- Premier match gagné par les Polonais : -

- Dernier match gagné par les Allemands : 8 juin 2008

- Dernier match gagné par les Polonais : -

- Plus grand nombre de buts marqués par les Allemands : 2 buts le 10 octobre 1971 (perdu)

- Plus grand nombre de buts marqués par les Polonais : 1 but le 10 octobre 1971 (perdu)

- Plus grande différence de buts dans un match gagné par les Allemands : +2 le 10 octobre 1971 et le 8 juin 2008

- Plus grande différence de buts dans un match gagné par les Polonais : -

#### Bilan général
- Nombre de rencontres : 22
- Victoires allemandes : 13
- Victoires polonaises : 2
- Matches nuls : 7
- Total de buts marqués par l'équipe d'Allemagne : 37
- Total de buts marqués par l'équipe de Pologne : 13

#### Bilan depuis la Seconde Guerre mondiale
- Nombre de rencontres : 16
- Victoires allemandes : 9
- Victoires polonaises : 1
- Matches nuls : 6

#### Bilan auXXIesiècle
- Nombre de rencontres : 8
- Victoires allemandes : 3
- Victoires polonaises : 2
- Matches nuls : 3

### Portugal
Confrontations entre l'équipe d'Allemagne et l'équipe du Portugal :
| Date             | Lieu                              | Match                | Score | Compétition                                  |
| 27 février 1936  | Lisbonne Portugal                 | Portugal - Allemagne | 1-3   | Match amical                                 |
| 24 avril 1938    | Francfort Reich allemand          | Allemagne - Portugal | 1-1   | Match amical                                 |
| 19 décembre 1954 | Lisbonne Portugal                 | Portugal - RFA       | 0-3   | Match amical                                 |
| 27 avril 1960    | Ludwigshafen Allemagne de l'Ouest | RFA - Portugal       | 2-1   | Match amical                                 |
| 17 février 1982  | Hanovre Allemagne de l'Ouest      | RFA - Portugal       | 3-1   | Match amical                                 |
| 23 février 1983  | Lisbonne Portugal                 | Portugal - RFA       | 1-0   | Match amical                                 |
| 14 juin 1984     | Strasbourg France                 | Portugal - RFA       | 0-0   | Euro 1984 (premier tour)                     |
| 24 février 1985  | Lisbonne Portugal                 | Portugal - RFA       | 1-2   | Éliminatoires de la Coupe du monde 1986      |
| 16 octobre 1985  | Stuttgart Allemagne de l'Ouest    | RFA - Portugal       | 0-1   | Éliminatoires de la Coupe du monde 1986      |
| 29 août 1990     | Lisbonne Portugal                 | Portugal - RFA       | 1-1   | Match amical                                 |
| 21 février 1996  | Porto Portugal                    | Portugal - Allemagne | 1-2   | Match amical                                 |
| 14 décembre 1996 | Lisbonne Portugal                 | Portugal - Allemagne | 0-0   | Éliminatoires de la Coupe du monde 1998      |
| 6 septembre 1997 | Berlin Allemagne                  | Allemagne - Portugal | 1-1   | Éliminatoires de la Coupe du monde 1998      |
| 20 juin 2000     | Rotterdam Pays-Bas                | Portugal - Allemagne | 3-0   | Euro 2000 (premier tour)                     |
| 8 juillet 2006   | Stuttgart Allemagne               | Allemagne - Portugal | 3-1   | Coupe du monde 2006 (match pour la 3e place) |
| 19 juin 2008     | Bâle Suisse                       | Portugal - Allemagne | 2-3   | Euro 2008 (quart de finale)                  |
| 9 juin 2012      | Lviv Ukraine                      | Allemagne - Portugal | 1-0   | Euro 2012 (premier tour)                     |
| 16 juin 2014     | Salvador Brésil                   | Allemagne - Portugal | 4-0   | Coupe du monde 2014 (Groupe G)               |
| 19 juin 2021     | Munich Allemagne                  | Portugal - Allemagne | 2-4   | Euro 2021 (Groupe F)                         |
| 4 juin 2025      | Munich Allemagne                  | Portugal - Allemagne | 2-1   | Ligue des Nations 2024-2025 (demi-finale)    |

#### Bilan
- Total de matchs disputés : 20
- Victoires de l'Équipe d'Allemagne : 11
- Matchs nuls : 5
- Victoires de l'Équipe du Portugal : 4
- Total de buts marqués par l'équipe d'Allemagne : 34
- Total de buts marqués par l'équipe du Portugal : 20

## R

### Roumanie
Confrontations entre l'Allemagne et la Roumanie :
| Date              | Lieu                  | Match                | Score | Compétition                                     |
| 25 août 1935      | Erfurt                | Allemagne - Roumanie | 4-2   | Match amical                                    |
| 25 septembre 1938 | Bucarest              | Roumanie - Allemagne | 1-4   | Match amical                                    |
| 14 juillet 1940   | Francfort-sur-le-Main | Allemagne - Roumanie | 9-3   | Match amical                                    |
| 1er juin 1941     | Bucarest              | Roumanie - Allemagne | 1-4   | Match amical                                    |
| 16 août 1942      | Beuthen               | Allemagne - Roumanie | 7-0   | Match amical                                    |
| 1er juin 1966     | Ludwigshafen          | RFA - Roumanie       | 1-0   | Match amical                                    |
| 22 novembre 1967  | Bucarest              | Roumanie - RFA       | 1-0   | Match amical                                    |
| 8 avril 1970      | Stuttgart             | RFA - Roumanie       | 1-1   | Match amical                                    |
| 17 juin 1984      | Lens                  | RFA - Roumanie       | 2-1   | Championnat d'Europe 1984 (Groupe 2)            |
| 5 septembre 1998  | Ta' Qali              | Roumanie - Allemagne | 1-1   | Match amical                                    |
| 12 juin 2000      | Liège                 | Allemagne - Roumanie | 1-1   | Championnat d'Europe 2000 (Groupe A)            |
| 28 avril 2004     | Bucarest              | Roumanie - Allemagne | 5-1   | Match amical                                    |
| 12 septembre 2007 | Cologne               | Allemagne - Roumanie | 3-1   | Match amical                                    |
| 28 mars 2021      | Bucarest              | Roumanie - Allemagne | 0-1   | Éliminatoires de la Coupe du monde 2022 (Gr. J) |
| 8 octobre 2021    | Hambourg              | Allemagne - Roumanie | 2-1   | Éliminatoires de la Coupe du monde 2022 (Gr. J) |

#### Bilan
- Total de matchs disputés : 15
- Victoires de l'équipe d'Allemagne : 10
- Matchs nuls : 3
- Victoires de l'équipe de Roumanie : 2
- Total de buts marqués par l'équipe d'Allemagne : 41
- Total de buts marqués par l'équipe de Roumanie : 19

### Russie
Confrontations entre l'équipe d'Allemagne et l'équipe de Russie :
| Date             | Lieu                      | Match                        | Score | Compétition                                         |
| 1er juillet 1912 | Stockholm Suède           | Allemagne - Russie impériale | 16-0  | JO 1912 (Stockholm) (premier tour de la consolante) |
| 7 septembre 1994 | Moscou Russie             | Russie - Allemagne           | 0-1   | Match amical                                        |
| 16 juin 1996     | Manchester Angleterre     | Allemagne - Russie           | 3-0   | Euro 1996 (groupe C)                                |
| 8 juin 2005      | Mönchengladbach Allemagne | Allemagne - Russie           | 2-2   | Match amical                                        |
| 15 octobre 2008  | Dortmund Allemagne        | Allemagne - Russie           | 2-1   | Qualifications pour la Coupe du monde 2010          |
| 10 octobre 2009  | Moscou Russie             | Russie - Allemagne           | 0-1   | Qualifications pour la Coupe du monde 2010          |
| 15 novembre 2018 | Leipzig Allemagne         | Allemagne - Russie           | 3-0   | Match amical                                        |

#### Bilan
- Total de matchs disputés : 7
- Victoires de l'équipe d'Allemagne : 6
- Victoire de l'équipe de Russie : 0
- Match nul : 1
- Total de buts marqués par l'équipe d'Allemagne : 28
- Total de buts marqués par l'équipe de Roumanie : 3

## S

### Saint-Marin
Confrontations entre l'Allemagne et Saint-Marin :
| Date             | Lieu       | Match                   | Score | Compétition                                           |
| 6 septembre 2006 | Serravalle | Saint-Marin - Allemagne | 0-13  | Éliminatoires du Championnat d'Europe 2008 (Groupe D) |
| 2 juin 2007      | Nuremberg  | Allemagne - Saint-Marin | 6-0   | Éliminatoires du Championnat d'Europe 2008 (Groupe D) |
| 11 novembre 2016 | Serravalle | Saint-Marin - Allemagne | 0-8   | Éliminatoires de la Coupe du monde 2018 (Groupe C)    |
| 10 juin 2017     | Nuremberg  | Allemagne - Saint-Marin | 7-0   | Éliminatoires de la Coupe du monde 2018 (Groupe C)    |

#### Bilan
- Total de matchs disputés : 4
- Victoires de l'équipe d'Allemagne : 4
- Victoire de l'équipe de Saint-Marin : 0
- Match nul : 0
- Total de buts marqués par l'équipe d'Allemagne : 34
- Total de buts marqués par l'équipe de Saint-Marin : 0

### Sarre
Confrontations entre l'Allemagne et la Sarre :
| Date            | Lieu       | Match             | Score | Compétition                                                   |
| 11 octobre 1953 | Stuttgart  | Allemagne - Sarre | 3-0   | Éliminatoires de la Coupe du monde 1954 (zone Europe - Gr. 1) |
| 28 mars 1954    | Sarrebruck | Sarre - Allemagne | 1-3   | Éliminatoires de la Coupe du monde 1954 (zone Europe - Gr. 1) |

#### Bilan
- Total de matchs disputés : 2
- Victoires de l'équipe d'Allemagne : 2
- Victoire de l'équipe de Sarre : 0
- Match nul : 0
- Total de buts marqués par l'équipe d'Allemagne : 6
- Total de buts marqués par l'équipe de Sarre : 1

### Serbie
Confrontations entre l'Allemagne et la Serbie en matchs officiels :
| Date         | Lieu           | Match              | Score | Compétition                    |
| 31 mai 2008  | Gelsenkirchen  | Allemagne - Serbie | 2-1   | Match amical                   |
| 18 juin 2010 | Port Elizabeth | Allemagne - Serbie | 0-1   | Coupe du monde 2010 (Groupe D) |
| 20 mars 2019 | Wolfsburg      | Allemagne - Serbie | 1-1   | Match amical                   |

#### Bilan
- Total de matchs disputés : 3
- Victoire de l'équipe d'Allemagne : 1
- Match nul : 1
- Victoire de l'équipe de Serbie : 1
- Total de buts marqués par l'équipe d'Allemagne : 3
- Total de buts marqués par l'équipe de Serbie : 3

### Serbie et Monténégro
Confrontations entre la Serbie et Monténégro et l'Allemagne :
| Date          | Lieu            | Match                            | Score | Compétition  |
| 30 avril 2003 | Brême Allemagne | Allemagne - Serbie-et-Monténégro | 1-0   | Match amical |

#### Bilan
- Total de matchs disputés : 1
- Victoire de l'équipe de Serbie et Monténégro : 0
- Victoire de l'équipe d'Allemagne : 1
- Match nul : 0
- Total de buts marqués par l'équipe d'Allemagne : 1
- Total de buts marqués par l'équipe de Serbie et Monténégro : 0

### Slovaquie
Confrontations entre l'équipe d'Allemagne de football et l'équipe de Slovaquie de football :
| Date              | Lieu                           | Match                 | Score | Compétition                                        |
| 3 décembre 1939   | Chemnitz Reich allemand        | Allemagne - Slovaquie | 3-1   | Match amical                                       |
| 27 août 1939      | Bratislava République slovaque | Slovaquie - Allemagne | 2-0   | Match amical                                       |
| 15 septembre 1940 | Bratislava République slovaque | Slovaquie - Allemagne | 0-1   | Match amical                                       |
| 7 décembre 1941   | Breslau Reich allemand         | Allemagne - Slovaquie | 4-0   | Match amical                                       |
| 22 novembre 2001  | Brême Allemagne                | Allemagne - Slovaquie | 2-0   | Match amical                                       |
| 3 septembre 2005  | Bratislava Slovaquie           | Slovaquie - Allemagne | 2-0   | Match amical                                       |
| 11 octobre 2006   | Bratislava Slovaquie           | Slovaquie - Allemagne | 1-4   | Qualifications pour l'Euro 2008 (Groupe D)         |
| 6 juin 2007       | Hambourg Allemagne             | Allemagne - Slovaquie | 2-1   | Qualifications pour l'Euro 2008 (Groupe D)         |
| 29 mai 2016       | Augsbourg Allemagne            | Allemagne - Slovaquie | 1-3   | Match amical                                       |
| 26 juin 2016      | Villeneuve-d'Ascq France       | Allemagne - Slovaquie | 3-0   | Euro 2016 (huitième de finale)                     |
| 4 septembre 2025  | Bratislava Slovaquie           | Slovaquie - Allemagne |       | Éliminatoires de la Coupe du monde 2026 (Groupe A) |

#### Bilan
- Total de matchs disputés : 10
- Victoires de l'équipe d'Allemagne : 7
- Victoires de l'équipe de Slovaquie : 3
- Match nul : 0
- Total de buts marqués par l'équipe d'Allemagne : 20
- Total de buts marqués par l'équipe de Slovaquie : 8

### Slovénie
Confrontations entre l'équipe d'Allemagne de football et l'équipe de Slovénie de football :
| Date         | Lieu  | Match                | Score | Compétition  |
| 26 mars 2005 | Celje | Slovénie - Allemagne | 0-1   | Match amical |

#### Bilan
- Total de matchs disputés : 1
- Victoire de l'équipe d'Allemagne : 1
- Victoire de l'équipe de Slovénie : 0
- Match nul : 0
- Total de buts marqués par l'équipe d'Allemagne : 1
- Total de buts marqués par l'équipe de Slovénie : 0

### Suisse
Confrontations entre l'équipe d'Allemagne de football ou l'équipe d'Allemagne de football (RFA) et l'équipe de Suisse de football : 
| Date              | Lieu                                       | Match              | Score      | Compétition                                     |
| 5 avril 1908      | Bâle Suisse                                | Suisse - Allemagne | 5-3        | Match amical                                    |
| 4 avril 1909      | Karlsruhe Empire allemand                  | Allemagne - Suisse | 1-0        | Match amical                                    |
| 3 avril 1910      | Bâle Suisse                                | Suisse - Allemagne | 2-3        | Match amical                                    |
| 26 mars 1911      | Stuttgart Empire allemand                  | Allemagne - Suisse | 6-2        | Match amical                                    |
| 5 mai 1912        | Saint-Gall Suisse                          | Suisse - Allemagne | 1-2        | Match amical                                    |
| 18 mai 1913       | Fribourg-en-Brisgau Allemagne              | Allemagne - Suisse | 1-2        | Match amical                                    |
| 27 juin 1920      | Zurich Suisse                              | Suisse - Allemagne | 4-1        | Match amical                                    |
| 26 mars 1922      | Francfort-sur-le-Main Allemagne            | Allemagne - Suisse | 2-2        | Match amical                                    |
| 3 juin 1923       | Bâle Suisse                                | Suisse - Allemagne | 1-2        | Match amical                                    |
| 14 décembre 1924  | Stuttgart Allemagne                        | Allemagne - Suisse | 1-1        | Match amical                                    |
| 25 octobre 1925   | Bâle Suisse                                | Suisse - Allemagne | 0-4        | Match amical                                    |
| 12 décembre 1926  | Munich Allemagne                           | Allemagne - Suisse | 2-3        | Match amical                                    |
| 15 avril 1928     | Berne Suisse                               | Suisse - Allemagne | 2-3        | Match amical                                    |
| 28 mai 1928       | Amsterdam Pays-Bas                         | Allemagne - Suisse | 4-0        | Jeux olympiques d'Amstersdam 1928 (1/8e finale) |
| 10 février 1929   | Mannheim Allemagne                         | Allemagne - Suisse | 7-1        | Match amical                                    |
| 4 mai 1930        | Zurich Suisse                              | Suisse - Allemagne | 0-5        | Match amical                                    |
| 6 mars 1932       | Leipzig Allemagne                          | Allemagne - Suisse | 2-0        | Match amical                                    |
| 19 novembre 1933  | Zurich Suisse                              | Suisse - Allemagne | 0-2        | Match amical                                    |
| 27 janvier 1935   | Stuttgart Reich allemand                   | Allemagne - Suisse | 4-0        | Match amical                                    |
| 2 mai 1937        | Zurich Suisse                              | Suisse - Allemagne | 0-1        | Match amical                                    |
| 6 février 1938    | Cologne Reich allemand                     | Allemagne - Suisse | 1-1        | Match amical                                    |
| 4 juin 1938       | Paris France                               | Allemagne - Suisse | 1-1 (a.p.) | Coupe du monde 1938 (1/8e finale)               |
| 9 juin 1938       | Paris France                               | Suisse - Allemagne | 4-2        | Coupe du monde 1938 (1/8e finale, rejoué)       |
| 9 mars 1941       | Stuttgart Reich allemand                   | Allemagne - Suisse | 4-2        | Match amical                                    |
| 20 avril 1941     | Berne Suisse                               | Suisse - Allemagne | 2-1        | Match amical                                    |
| 1er février 1942  | Vienne Autriche nazie                      | Allemagne - Suisse | 1-2        | Match amical                                    |
| 18 octobre 1942   | Berne Suisse                               | Suisse - Allemagne | 3-5        | Match amical                                    |
| 22 novembre 1950  | Stuttgart Allemagne de l'Ouest             | RFA - Suisse       | 1-0        | Match amical                                    |
| 15 avril 1951     | Zurich Suisse                              | Suisse - RFA       | 2-3        | Match amical                                    |
| 9 novembre 1952   | Augsbourg Allemagne de l'Ouest             | RFA - Suisse       | 5-1        | Match amical                                    |
| 25 avril 1954     | Bâle Suisse                                | Suisse - RFA       | 3-5        | Match amical                                    |
| 21 novembre 1956  | Francfort-sur-le-Main Allemagne de l'Ouest | RFA - Suisse       | 1-3        | Match amical                                    |
| 4 octobre 1959    | Berne Suisse                               | Suisse - RFA       | 0-4        | Match amical                                    |
| 3 juin 1962       | Santiago Chili                             | RFA - Suisse       | 2-1        | Coupe du monde 1962 (Groupe 2)                  |
| 23 décembre 1962  | Karlsruhe Allemagne de l'Ouest             | RFA - Suisse       | 5-1        | Match amical                                    |
| 26 mai 1965       | Bâle Suisse                                | Suisse - RFA       | 0-1        | Match amical                                    |
| 12 juillet 1966   | Sheffield Angleterre                       | RFA - Suisse       | 5-0        | Coupe du monde 1966 (Groupe 2)                  |
| 17 avril 1968     | Bâle Suisse                                | Suisse - RFA       | 0-0        | Match amical                                    |
| 15 novembre 1972  | Düsseldorf Allemagne de l'Ouest            | RFA - Suisse       | 5-1        | Match amical                                    |
| 4 septembre 1974  | Bâle Suisse                                | Suisse - RFA       | 1-2        | Match amical                                    |
| 16 novembre 1977  | Stuttgart Allemagne de l'Ouest             | RFA - Suisse       | 4-1        | Match amical                                    |
| 10 septembre 1980 | Bâle Suisse                                | Suisse - RFA       | 2-3        | Match amical                                    |
| 9 avril 1986      | Bâle Suisse                                | Suisse - RFA       | 0-1        | Match amical                                    |
| 27 avril 1988     | Kaiserslautern Allemagne de l'Ouest        | RFA - Suisse       | 1-0        | Match amical                                    |
| 19 décembre 1990  | Stuttgart Allemagne                        | Allemagne - Suisse | 4-0        | Match amical                                    |
| 23 juin 1995      | Berne Suisse                               | Suisse - Allemagne | 1-2        | Match amical                                    |
| 26 avril 2000     | Kaiserslautern Allemagne                   | Allemagne - Suisse | 1-1        | Match amical                                    |
| 2 juin 2004       | Bâle Suisse                                | Suisse - Allemagne | 0-2        | Match amical                                    |
| 7 février 2007    | Düsseldorf Allemagne                       | Allemagne - Suisse | 3-1        | Match amical                                    |
| 26 mars 2008      | Bâle Suisse                                | Suisse - Allemagne | 0-4        | Match amical                                    |
| 26 mai 2012       | Bâle Suisse                                | Suisse - Allemagne | 5-3        | Match amical                                    |
| 6 septembre 2020  | Bâle Suisse                                | Suisse - Allemagne | 1-1        | Ligue des Nations 2020-2021 (Lig. A Gr.4)       |
| 13 octobre 2020   | Cologne Allemagne                          | Allemagne - Suisse | 3-3        | Ligue des Nations 2020-2021 (Lig. A Gr.4)       |
| 23 Juin 2024      | Francfort Allemagne                        | Suisse - Allemagne | 1-1        | Euro 2024 (Groupe A)                            |

#### Bilan
- Total de matchs disputés : 54
- Victoires de l'équipe d'Allemagne: 36
  - Plus large victoire : 7-1
  - Total des buts marqués : 143
- Victoires de l'équipe de Suisse : 9 
  - Plus large victoire : 4-1
  - Total des buts marqués : 70
- Matchs nuls : 9

### Suède
Confrontations entre l'équipe d'Allemagne de football et l'équipe de Suède de football :
| Date              | Lieu          | Match             | Score            | Compétition                                                   |
| 18 juin 1911      | Stockholm     | Suède - Allemagne | 2-4              | Match amical                                                  |
| 29 octobre 1911   | Hambourg      | Allemagne - Suède | 1-3              | Match amical                                                  |
| 29 juin 1923      | Stockholm     | Suède - Allemagne | 2-1              | Match amical                                                  |
| 31 août 1924      | Berlin        | Allemagne - Suède | 1-4              | Match amical                                                  |
| 21 juin 1925      | Stockholm     | Suède - Allemagne | 1-0              | Match amical                                                  |
| 20 juin 1926      | Nuremberg     | Allemagne - Suède | 3-3              | Match amical                                                  |
| 30 septembre 1928 | Stockholm     | Suède - Allemagne | 2-0              | Match amical                                                  |
| 23 juin 1929      | Cologne       | Allemagne - Suède | 3-0              | Match amical                                                  |
| 17 juin 1931      | Stockholm     | Suède - Allemagne | 0-0              | Match amical                                                  |
| 25 septembre 1932 | Nuremberg     | Allemagne - Suède | 4-3              | Match amical                                                  |
| 31 mai 1934       | Milan         | Allemagne - Suède | 2-1              | Coupe du monde 1934 (1/4 de finale)                           |
| 30 juin 1935      | Stockholm     | Suède - Allemagne | 3-1              | Match amical                                                  |
| 21 novembre 1937  | Hambourg      | Allemagne - Suède | 5-0              | Éliminatoires de la Coupe du monde 1938 (Zone Europe - Gr. 1) |
| 5 octobre 1941    | Stockholm     | Suède - Allemagne | 4-2              | Match amical                                                  |
| 20 septembre 1942 | Berlin        | Allemagne - Suède | 2-3              | Match amical                                                  |
| 30 juin 1956      | Stockholm     | Suède - RFA       | 2-2              | Match amical                                                  |
| 20 novembre 1957  | Hambourg      | RFA - Suède       | 1-0              | Match amical                                                  |
| 24 juin 1958      | Göteborg      | Suède - RFA       | 3-1              | Coupe du monde 1958 (1/2 finale)                              |
| 3 novembre 1963   | Stockholm     | Suède - RFA       | 2-1              | Match amical                                                  |
| 4 novembre 1964   | Berlin-Ouest  | RFA - Suède       | 1-1              | Éliminatoires de la Coupe du monde 1966 (Zone Europe - Gr. 2) |
| 26 septembre 1965 | Solna         | Suède - RFA       | 1-2              | Éliminatoires de la Coupe du monde 1966 (Zone Europe - Gr. 2) |
| 27 juin 1971      | Göteborg      | Suède - RFA       | 1-0              | Match amical                                                  |
| 1er mai 1974      | Hambourg      | RFA - Suède       | 2-0              | Match amical                                                  |
| 30 juin 1974      | Düsseldorf    | RFA - Suède       | 4-2              | Coupe du monde 1974 (groupe B, 2e tour)                       |
| 19 avril 1978     | Stockholm     | Suède - RFA       | 3-1              | Match amical                                                  |
| 17 octobre 1984   | Cologne       | RFA - Suède       | 2-0              | Éliminatoires de la Coupe du monde 1986 (zone Europe - Gr. 2) |
| 25 septembre 1985 | Solna         | Suède - RFA       | 2-2              | Éliminatoires de la Coupe du monde 1986 (zone Europe - Gr. 2) |
| 14 octobre 1987   | Gelsenkirchen | RFA - Suède       | 1-1              | Match amical                                                  |
| 31 mars 1988      | Berlin-Ouest  | RFA - Suède       | 1-1 (3:5 t.a.b.) | Tournoi des quatre nations (1/2 finale)                       |
| 10 octobre 1990   | Solna         | Suède - Allemagne | 1-3              | Match amical                                                  |
| 21 juin 1992      | Solna         | Suède - Allemagne | 2-3              | Championnat d'Europe 1992 (1/2 finale)                        |
| 24 juin 2006      | Munich        | Allemagne - Suède | 2-0              | Coupe du monde 2006 (1/8 de finale)                           |
| 16 août 2006      | Gelsenkirchen | Allemagne - Suède | 3-0              | Match amical                                                  |
| 17 novembre 2010  | Göteborg      | Suède - Allemagne | 0-0              | Match amical                                                  |
| 16 octobre 2012   | Berlin        | Allemagne - Suède | 4-4              | Éliminatoires de la Coupe du monde 2014 (zone Europe - Gr. C) |
| 15 octobre 2013   | Solna         | Suède - Allemagne | 3-5              | Éliminatoires de la Coupe du monde 2014 (zone Europe - Gr. C) |
| 23 juin 2018      | Sotchi        | Allemagne - Suède | 2-1              | Coupe du monde 2018 (Groupe F)                                |

#### Bilan
- Total de matchs disputés : 37
- Victoires de l'équipe d'Allemagne : 16
- Matchs nuls : 9
- Victoires de l'équipe de Suède : 12
- Total de buts marqués par l'équipe d'Allemagne : 72
- Total de buts marqués par l'équipe de Suède : 61

## T

### Thaïlande
Confrontations entre l'Allemagne et la Thaïlande :
| Date             | Lieu    | Match                 | Score | Compétition  |
| 21 décembre 2004 | Bangkok | Thaïlande - Allemagne | 1-5   | Match amical |

#### Bilan
- Total de matchs disputés : 1
- Victoire de l'équipe d'Allemagne : 1
- Match nul : 0
- Victoire de l'équipe de Thaïlande : 0
- Total de buts marqués par l'équipe d'Allemagne : 5
- Total de buts marqués par  l'équipe de Thaïlande : 1

### Tchécoslovaquie
Confrontations entre l'Allemagne et la Tchécoslovaquie :
| Date              | Lieu         | Match                       | Score            | Compétition                                                   |
| 3 juin 1934       | Rome         | Tchécoslovaquie - Allemagne | 3-1              | Coupe du monde 1934 (1/2 finale)                              |
| 26 mai 1935       | Dresde       | Allemagne - Tchécoslovaquie | 2-1              | Match amical                                                  |
| 27 septembre 1936 | Prague       | Tchécoslovaquie - Allemagne | 1-2              | Match amical                                                  |
| 12 novembre 1939  | Breslau      | Allemagne - Tchécoslovaquie | 4-4              | Match amical                                                  |
| 2 avril 1958      | Prague       | Tchécoslovaquie - RFA       | 3-2              | Match amical                                                  |
| 11 juin 1958      | Helsingborg  | RFA - Tchécoslovaquie       | 2-2              | Coupe du monde 1958 (Groupe 1)                                |
| 29 avril 1964     | Ludwigshafen | RFA - Tchécoslovaquie       | 3-4              | Match amical                                                  |
| 28 mars 1973      | Düsseldorf   | RFA - Tchécoslovaquie       | 3-0              | Match amical                                                  |
| 20 juin 1976      | Belgrade     | Tchécoslovaquie - RFA       | 2-2 (5:3 t.a.b.) | Championnat d'Europe 1976 (Finale)                            |
| 17 novembre 1976  | Hanovre      | RFA - Tchécoslovaquie       | 2-0              | Match amical                                                  |
| 11 octobre 1978   | Prague       | Tchécoslovaquie - RFA       | 3-4              | Match amical                                                  |
| 11 juin 1980      | Rome         | Tchécoslovaquie - RFA       | 0-1              | Championnat d'Europe 1980 (Groupe 1)                          |
| 14 avril 1982     | Cologne      | RFA - Tchécoslovaquie       | 2-1              | Match amical                                                  |
| 30 avril 1985     | Prague       | Tchécoslovaquie - RFA       | 1-5              | Éliminatoires de la Coupe du monde 1986 (zone Europe - Gr. 2) |
| 17 novembre 1985  | Munich       | RFA - Tchécoslovaquie       | 2-2              | Éliminatoires de la Coupe du monde 1986 (zone Europe - Gr. 2) |
| 26 mai 1990       | Düsseldorf   | RFA - Tchécoslovaquie       | 1-0              | Match amical                                                  |
| 1er juillet 1990  | Milan        | RFA - Tchécoslovaquie       | 1-0              | Coupe du monde 1990 (1/4 finale)                              |
| 22 avril 1992     | Prague       | Tchécoslovaquie - Allemagne | 1-1              | Match amical                                                  |

#### Bilan
- Total de matchs disputés : 18
- Victoires de l'équipe d'Allemagne : 10
- Matchs nuls : 5
- Victoires de l'équipe de Tchécoslovaquie : 3
- Total de buts marqués par l'équipe d'Allemagne : 40
- Total de buts marqués par l'équipe de Tchécoslovaquie : 28

### République tchèque
Confrontations entre l'Allemagne et la République tchèque :
| Date               | Lieu       | Match                          | Score      | Compétition                                            |
| 9 juin 1996        | Manchester | Allemagne - République tchèque | 2-0        | Championnat d'Europe 1996 (Groupe C)                   |
| 30 juin 1996       | Londres    | République tchèque - Allemagne | 1-2 (a.p.) | Championnat d'Europe 1996 (Finale)                     |
| 3 juin 2000        | Nuremberg  | Allemagne - République tchèque | 3-2        | Match amical                                           |
| 23 juin 2004       | Lisbonne   | Allemagne - République tchèque | 1-2        | Championnat d'Europe 2004 (Groupe D)                   |
| 24 mars 2007       | Prague     | République tchèque - Allemagne | 1-2        | Éliminatoires du Championnat d'Europe 2008 (Groupe D)  |
| 17 octobre 2007    | Munich     | Allemagne - République tchèque | 0-3        | Éliminatoires du Championnat d'Europe 2008 (Groupe D)  |
| 8 octobre 2016     | Munich     | Allemagne - République tchèque | 3-0        | Éliminatoires de la Coupe du monde de football de 2018 |
| 1er septembre 2017 | Prague     | République tchèque - Allemagne | 1-2        | Éliminatoires de la Coupe du monde de football de 2018 |
| 11 novembre 2020   | Leipzig    | Allemagne - République tchèque | 1-0        | Match Amical                                           |

#### Bilan
- Total de matchs disputés : 9
- Victoires de l'équipe d'Allemagne : 7
- Match nul : 0
- Victoires de l'équipe de République tchèque : 2
- Total de buts marqués par l'équipe d'Allemagne : 16
- Total de buts marqués par  l'équipe de République tchèque : 10

### Tunisie
Confrontations entre l'équipe d'Allemagne de football et l'équipe de Tunisie de football :
| Date              | Lieu    | Match               | Score | Compétition                              |
| 10 juin 1978      | Córdoba | RFA - Tunisie       | 0-0   | Coupe du monde 1978 (groupe 2)           |
| 22 septembre 1993 | Radès   | Tunisie - Allemagne | 1-1   | Match amical                             |
| 18 juin 2005      | Cologne | Tunisie - Allemagne | 0-3   | Coupe des confédérations 2005 (groupe A) |

#### Bilan
- Total de matchs disputés : 3
- Victoire de l'équipe d'Allemagne : 1
- Victoire de l'équipe de Tunisie : 0
- Matchs nuls : 2
- Total de buts marqués par l'équipe d'Allemagne : 4
- Total de buts marqués par  l'équipe de Tunisie : 1

### Turquie
Confrontations entre l'Allemagne et la Turquie : 
| Date              | Lieu                                | Match               | Score | Compétition                                |
| 17 juin 1951      | Berlin, Allemagne de l'Ouest        | RFA - Turquie       | 1-2   | Match amical                               |
| 21 novembre 1951  | Istanbul, Turquie                   | Turquie - RFA       | 0-2   | Match amical                               |
| 17 juin 1954      | Berne, Suisse                       | RFA - Turquie       | 4-1   | Coupe du monde 1954 (groupe 2)             |
| 23 juin 1954      | Zurich, Suisse                      | RFA - Turquie       | 7-2   | Coupe du monde 1954 (gr. 2, match d'appui) |
| 28 septembre 1963 | Francfort, Allemagne de l'Ouest     | RFA - Turquie       | 3-0   | Match amical                               |
| 12 octobre 1966   | Ankara, Turquie                     | Turquie - RFA       | 0-2   | Match amical                               |
| 17 octobre 1970   | Cologne, Allemagne de l'Ouest       | RFA - Turquie       | 1-1   | éliminatoires de l'Euro 1972               |
| 25 avril 1971     | Istanbul, Turquie                   | Turquie - RFA       | 0-3   | éliminatoires de l'Euro 1972               |
| 20 décembre 1975  | Istanbul, Turquie                   | Turquie - RFA       | 0-5   | Match amical                               |
| 1er avril 1979    | Izmir, Turquie                      | Turquie - RFA       | 0-0   | éliminatoires de l'Euro 1980               |
| 22 décembre 1979  | Gelsenkirchen, Allemagne de l'Ouest | RFA - Turquie       | 2-0   | éliminatoires de l'Euro 1980               |
| 23 avril 1983     | Izmir, Turquie                      | Turquie - RFA       | 0-3   | éliminatoires de l'Euro 1984               |
| 26 octobre 1983   | Berlin, Allemagne de l'Ouest        | RFA - Turquie       | 5-1   | éliminatoires de l'Euro 1984               |
| 30 mai 1992       | Gelsenkirchen, Allemagne            | Allemagne - Turquie | 1-0   | Match amical                               |
| 10 octobre 1998   | Bursa, Turquie                      | Turquie - Allemagne | 1-0   | éliminatoires de l'Euro 2000               |
| 9 octobre 1999    | Munich, Allemagne                   | Allemagne - Turquie | 0-0   | éliminatoires de l'Euro 2000               |
| 8 octobre 2005    | Istanbul, Turquie                   | Turquie - Allemagne | 2-1   | Match amical                               |
| 25 juin 2008      | Bâle, Suisse                        | Allemagne - Turquie | 3-2   | Euro 2008 (demi-finale)                    |
| 8 octobre 2010    | Berlin, Allemagne                   | Allemagne - Turquie | 3-0   | éliminatoires de l'Euro 2012               |
| 7 octobre 2011    | Istanbul, Turquie                   | Turquie - Allemagne | 1-3   | éliminatoires de l'Euro 2012               |
| 7 octobre 2020    | Cologne, Allemagne                  | Allemagne - Turquie | 3-3   | Match amical                               |
| 18 novembre 2023  | Berlin, Allemagne                   | Allemagne - Turquie | 2-3   | Match amical                               |

#### Bilan
- Total de matchs disputés : 22
- Victoires de l'Équipe d'Allemagne : 14
- Matchs nuls : 4
- Victoires de l'Équipe de Turquie : 4
- Total de buts marqués par l'équipe d'Allemagne : 54
- Total de buts marqués par l'équipe de Turquie : 19

## U

### Ukraine
Confrontations entre l'équipe d'Allemagne de football et l'équipe d'Ukraine de football :
| Date             | Lieu                     | Match               | Score | Compétition                                                     |
| 30 avril 1997    | Breme Allemagne          | Allemagne - Ukraine | 2-0   | Éliminatoires de la Coupe du monde 1998 (zone Europe - Gr. 9)   |
| 7 juin 1997      | Kiev Ukraine             | Allemagne - Ukraine | 0-0   | Éliminatoires de la Coupe du monde 1998 (zone Europe - Gr. 9)   |
| 10 novembre 2001 | Kiev Ukraine             | Ukraine - Allemagne | 1-1   | Éliminatoires de la Coupe du monde 2002 (zone Europe - Barrage) |
| 14 novembre 2001 | Dortmund Allemagne       | Allemagne - Ukraine | 4-1   | Éliminatoires de la Coupe du monde 2002 (zone Europe - Barrage) |
| 11 novembre 2011 | Kiev Ukraine             | Ukraine - Allemagne | 3-3   | Match amical                                                    |
| 12 juin 2016     | Villeneuve-d'Ascq France | Allemagne - Ukraine | 2-0   | Euro 2016 (groupe C)                                            |
| 10 octobre 2020  | Kiev Ukraine             | Ukraine - Allemagne | 1-2   | Ligue des Nations 2020-2021 (Lig.A Gr.4)                        |
| 14 novembre 2020 | Leipzig Allemagne        | Allemagne - Ukraine | 3-1   | Ligue des Nations 2020-2021 (Lig.A Gr.4)                        |
| 12 juin 2023     | Brême Allemagne          | Allemagne - Ukraine | 3-3   | Match amical *                                                  |
| 3 juin 2024      | Nuremberg Allemagne      | Allemagne - Ukraine | 0-0   | Match amical                                                    |

#### Bilan
- Total de matchs disputés : 10
- Victoires de l'équipe d'Allemagne : 5
- Victoires de l'équipe d'Ukraine : 0
- Matchs nuls : 5
- Total de buts marqués par l'équipe d'Allemagne : 20
- Total de buts marqués par l'équipe d'Ukraine : 10

*1000e match de l'équipe d'Allemagne

### Union soviétique
Confrontations entre l'équipe d'Allemagne et l'équipe d'URSS puis de CEI :
| Date              | Lieu                                       | Match           | Score | Compétition                       |
| 21 août 1955      | Moscou Union soviétique                    | URSS - RFA      | 3-2   | Match amical                      |
| 15 septembre 1956 | Hanovre Allemagne de l'Ouest               | RFA - URSS      | 1-2   | Match amical                      |
| 25 juillet 1966   | Liverpool Angleterre                       | RFA - URSS      | 2-1   | Coupe du monde 1966 (demi-finale) |
| 26 mai 1972       | Munich Allemagne de l'Ouest                | RFA - URSS      | 4-1   | Match amical                      |
| 18 juin 1972      | Bruxelles Belgique                         | RFA - URSS      | 3-0   | Euro 1972 (finale)                |
| 5 septembre 1973  | Moscou Union soviétique                    | URSS - RFA      | 0-1   | Match amical                      |
| 8 mars 1978       | Francfort-sur-le-Main Allemagne de l'Ouest | RFA - URSS      | 1-0   | Match amical                      |
| 21 novembre 1979  | Tbilissi Union soviétique                  | URSS - RFA      | 1-3   | Match amical                      |
| 28 mars 1984      | Hanovre Allemagne de l'Ouest               | RFA - URSS      | 2-1   | Match amical                      |
| 28 août 1985      | Moscou Union soviétique                    | URSS - RFA      | 1-0   | Match amical                      |
| 21 septembre 1988 | Düsseldorf Allemagne de l'Ouest            | RFA - URSS      | 1-0   | Match amical                      |
| 27 mars 1991      | Francfort-sur-le-Main Allemagne de l'Ouest | RFA - URSS      | 2-1   | Match amical                      |
| 12 juin 1992      | Norrköping Suède                           | Allemagne - CEI | 1-1   | Euro 1992 (groupe 2)              |

#### Bilan
- Total de matchs disputés : 13
- Victoires de l'équipe d'Allemagne : 9
- Victoires de l'équipe d'Union soviétique : 3
- Match nul : 1
- Total de buts marqués par l'équipe d'Allemagne : 23
- Total de buts marqués par l'équipe d'Union soviétique : 12

### Uruguay
Confrontations entre l'équipe d'Allemagne de football et l'équipe d'Uruguay de football :
| Date             | Lieu                           | Match               | Score | Compétition                                                 |
| 3 juin 1928      | Amsterdam Pays-Bas             | Allemagne - Uruguay | 1-4   | Jeux olympiques d'Amsterdam 1928 (Deuxième tour)            |
| 11 avril 1962    | Hambourg Allemagne de l'Ouest  | RFA - Uruguay       | 3-0   | Match amical                                                |
| 23 juillet 1966  | Sheffield Angleterre           | RFA - Uruguay       | 4-0   | Coupe du monde de football de 1966 (1/4 finale)             |
| 20 juin 1970     | Mexico Mexique                 | RFA - Uruguay       | 1-0   | Coupe du monde de football de 1970 (Match pour la 3e place) |
| 8 juin 1977      | Montevideo Uruguay             | Uruguay - RFA       | 0-2   | Match amical                                                |
| 4 juin 1986      | Santiago de Querétaro Mexique  | RFA - Uruguay       | 1-1   | Coupe du monde de football de 1986 (Groupe E)               |
| 25 avril 1990    | Stuttgart Allemagne de l'Ouest | RFA - Uruguay       | 3-3   | Match amical                                                |
| 20 décembre 1992 | Montevideo Uruguay             | Uruguay - Allemagne | 1-4   | Match amical                                                |
| 13 novembre 1993 | Bochum Allemagne               | Allemagne - Uruguay | 5-0   | Match amical                                                |
| 10 juillet 2010  | Port Elizabeth Afrique du Sud  | Uruguay - Allemagne | 2-3   | Coupe du monde de football de 2010 (Match pour la 3e place) |
| 29 mai 2011      | Sinsheim Allemagne             | Allemagne - Uruguay | 2-1   | Match amical                                                |

#### Bilan
- Total de matchs disputés : 11
- Victoires de l'équipe d'Allemagne : 8
- Victoire de l'équipe d'Uruguay : 1
- Matchs nuls : 2
- Total de buts marqués par l'équipe d'Allemagne : 29
- Total de buts marqués par l'équipe d'Uruguay : 12

L'Uruguay n'a plus battu l'Allemagne depuis leur première rencontre en 1928.
Avec trois victoires et un nul face à l'Uruguay en coupe du monde, l'Allemagne constitue l'une des bêtes noires de la Céleste.

## Y

### Yougoslavie
Confrontations en matchs officiels entre l'Allemagne et la Yougoslavie : 
| Date              | Lieu                              | Match                   | Score    | Compétition                             |
| 26 février 1939   | Berlin Allemagne                  | Allemagne - Yougoslavie | 3-2      | Match amical                            |
| 15 octobre 1939   | Zagreb Yougoslavie                | Yougoslavie - Allemagne | 1-5      | Match amical                            |
| 14 avril 1940     | Vienne Autriche                   | Allemagne - Yougoslavie | 1-2      | Match amical                            |
| 3 novembre 1940   | Zagreb Yougoslavie                | Yougoslavie - Allemagne | 2-0      | Match amical                            |
| 21 décembre 1952  | Ludwigshafen Allemagne de l'Ouest | RFA - Yougoslavie       | 3-2      | Match amical                            |
| 27 juin 1954      | Genève Suisse                     | RFA - Yougoslavie       | 2-0      | Coupe du monde 1954 (1/4 finale)        |
| 25 septembre 1955 | Belgrade Yougoslavie              | Yougoslavie - RFA       | 3-1      | Match amical                            |
| 19 juin 1958      | Malmö Suède                       | RFA - Yougoslavie       | 1-0      | Coupe du monde 1958 (1/4 finale)        |
| 20 décembre 1959  | Hanovre Allemagne de l'Ouest      | RFA - Yougoslavie       | 1-1      | Match amical                            |
| 10 juin 1962      | Santiago Chili                    | Yougoslavie - RFA       | 1-0      | Coupe du monde 1962 (1/4 finale)        |
| 30 septembre 1962 | Zagreb Yougoslavie                | Yougoslavie - RFA       | 2-3      | Match amical                            |
| 23 juin 1966      | Hanovre Allemagne de l'Ouest      | RFA - Yougoslavie       | 2-0      | Match amical                            |
| 3 mai 1967        | Belgrade Yougoslavie              | Yougoslavie - RFA       | 1-0      | (Qualifications pour l'Euro 1968)       |
| 7 octobre 1967    | Hambourg Allemagne de l'Ouest     | RFA - Yougoslavie       | 3-1      | (Qualifications pour l'Euro 1968)       |
| 13 mai 1970       | Hanovre Allemagne de l'Ouest      | RFA - Yougoslavie       | 1-0      | Match amical                            |
| 18 novembre 1970  | Zagreb Yougoslavie                | Yougoslavie - RFA       | 2-0      | Match amical                            |
| 9 mai 1973        | Munich Allemagne de l'Ouest       | RFA - Yougoslavie       | 0-1      | Match amical                            |
| 26 juin 1974      | Düsseldorf Allemagne de l'Ouest   | RFA - Yougoslavie       | 2-0      | Coupe du monde 1974 (Groupe B, 2e tour) |
| 17 juin 1976      | Belgrade Yougoslavie              | Yougoslavie - RFA       | 2-4 a.p. | Euro 1976 (Demi-finale)                 |
| 30 avril 1977     | Belgrade Yougoslavie              | Yougoslavie - RFA       | 1-2      | Match amical                            |
| 7 juin 1983       | Luxembourg                        | RFA - Yougoslavie       | 4-2      | Match amical                            |
| 11 mai 1986       | Bochum Allemagne de l'Ouest       | RFA - Yougoslavie       | 1-1      | Match amical                            |
| 4 juin 1988       | Brême Allemagne de l'Ouest        | RFA - Yougoslavie       | 1-1      | Match amical                            |
| 10 juin 1990      | Milan Italie                      | Allemagne - Yougoslavie | 4-1      | Coupe du monde 1990 (Groupe D)          |
| 21 juin 1998      | Lens France                       | Allemagne - Yougoslavie | 2-2      | Coupe du monde 1998 (Groupe F)          |

#### Bilan
- Total de matchs disputés : 25
- Victoires de l'Équipe de Yougoslavie : 7
- Victoires de l'Équipe d'Allemagne : 14
- Matchs nuls : 4
- Total de buts marqués par l'équipe d'Allemagne : 46
- Total de buts marqués par l'équipe de Yougoslavie : 31